# Schloss Raesfeld

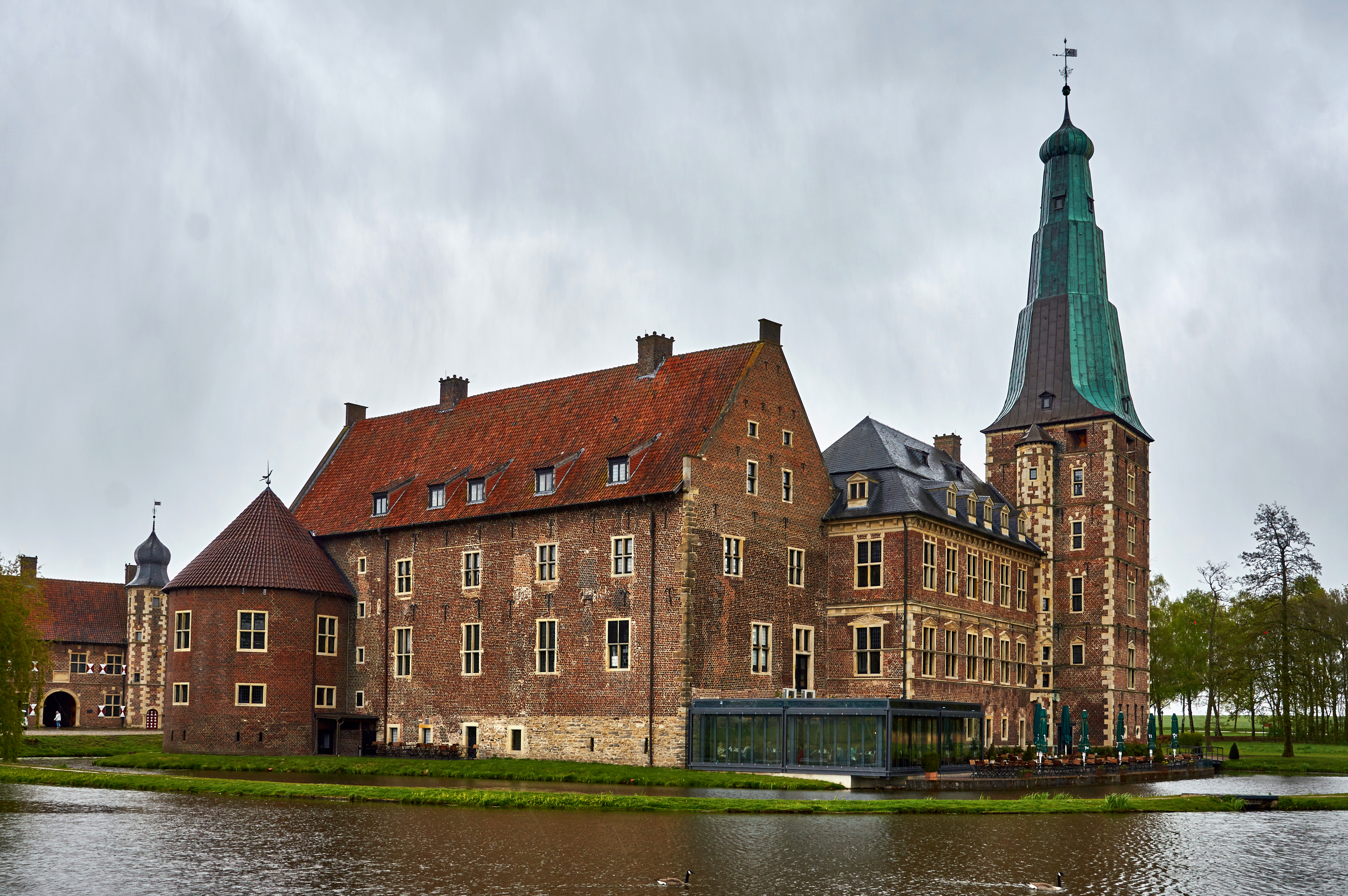
Das Wasserschloss Raesfeld, Oberburg von Westen

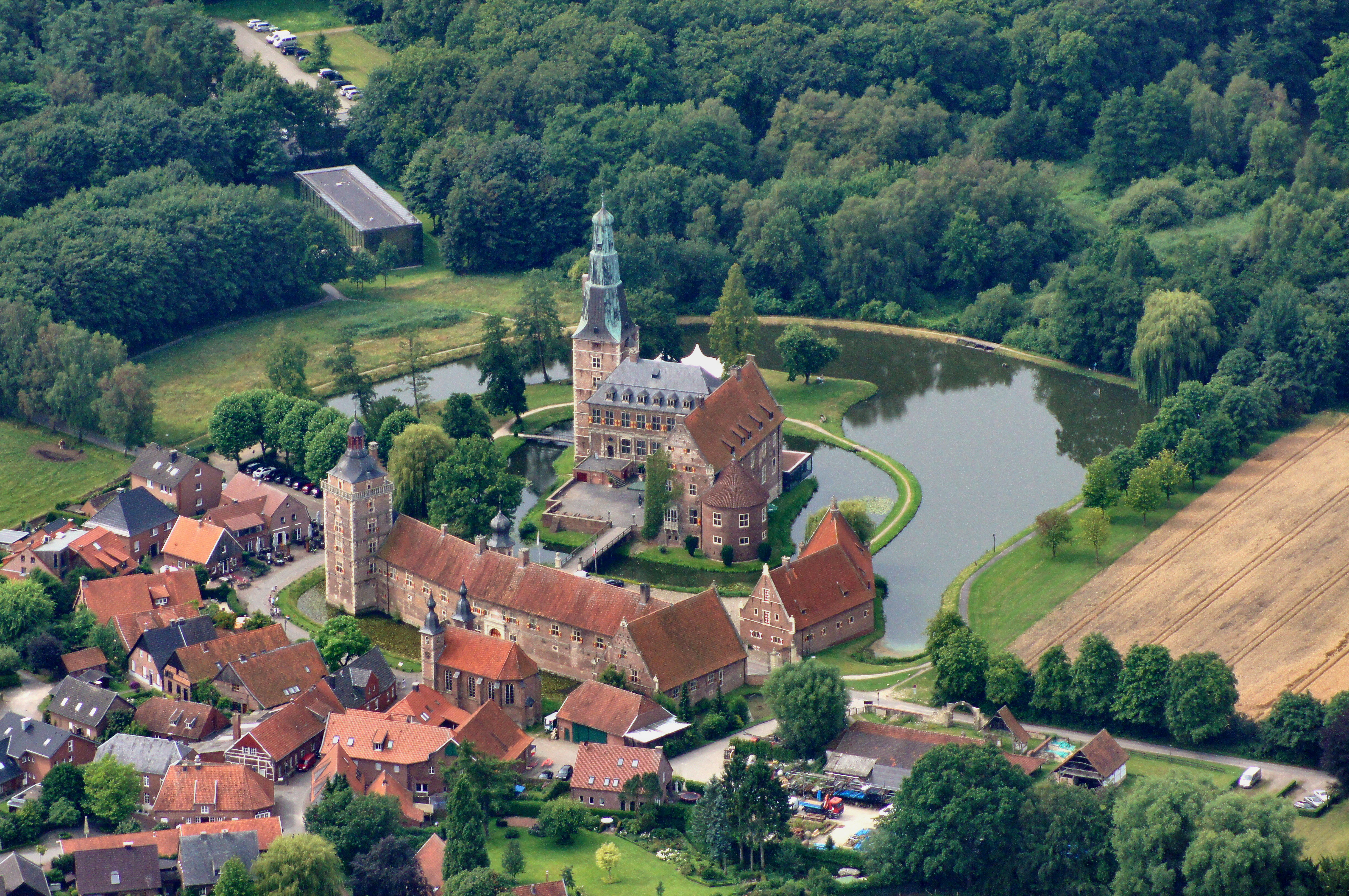
Gesamtanlage im Luftbild

Das Schloss Raesfeld [ˈraːsˌfɛlt] ist ein Wasserschloss in Raesfeld im Kreis Borken, Nordrhein-Westfalen.
Die Geschichte der Anlage reicht bis in die Anfänge des 12. Jahrhunderts zurück. Ende des 16. Jahrhunderts kam die Ritterburg der Herren von Raesfeld in den Besitz derer von Velen. Mitte des 17. Jahrhunderts ließ der Reichsgraf Alexander II. von Velen die Burg zum Residenzschloss im Stil der Renaissance ausbauen. In der ersten Hälfte des 18. Jahrhunderts starb das Geschlecht der von Velen zu Raesfeld aus; das Schloss wurde nur noch unregelmäßig bewohnt und verfiel allmählich. Zu Anfang des 19. Jahrhunderts wurden Teile der Anlage abgerissen oder bis ins 20. Jahrhundert als landwirtschaftlicher Gutshof genutzt. Nach dem Zweiten Weltkrieg ließen es die Handwerkskammern des Landes Nordrhein-Westfalen als neue Besitzer restaurieren. Heute ist das Schloss Sitz der Fort- und Weiterbildungseinrichtung der Handwerkskammern und wird für kulturelle Veranstaltungen und als Restaurant genutzt. Seit 2007 kann man hier heiraten.
Von den ehemals vier Flügeln des Oberburg stehen heute noch der Westflügel mit dem markanten stufenförmigen Turm und der nördlich angrenzende Altbau mit einem wiederaufgebauten Rundturm. Wassergräben trennen die Oberburg von der Vorburg und der dörflichen Schlossfreiheit mit der Schlosskapelle. Der angrenzende Tiergarten gehört zu den wenigen erhaltenen aus der Zeit der Renaissance. Eine natur- und kulturhistorische Ausstellung im modernen Informations- und Besucherzentrum Tiergarten Schloss Raesfeld wird dieser Sonderstellung gerecht. Der Tiergarten ist eingebunden in das European Garden Heritage Network.

## Architektur und Baugeschichte

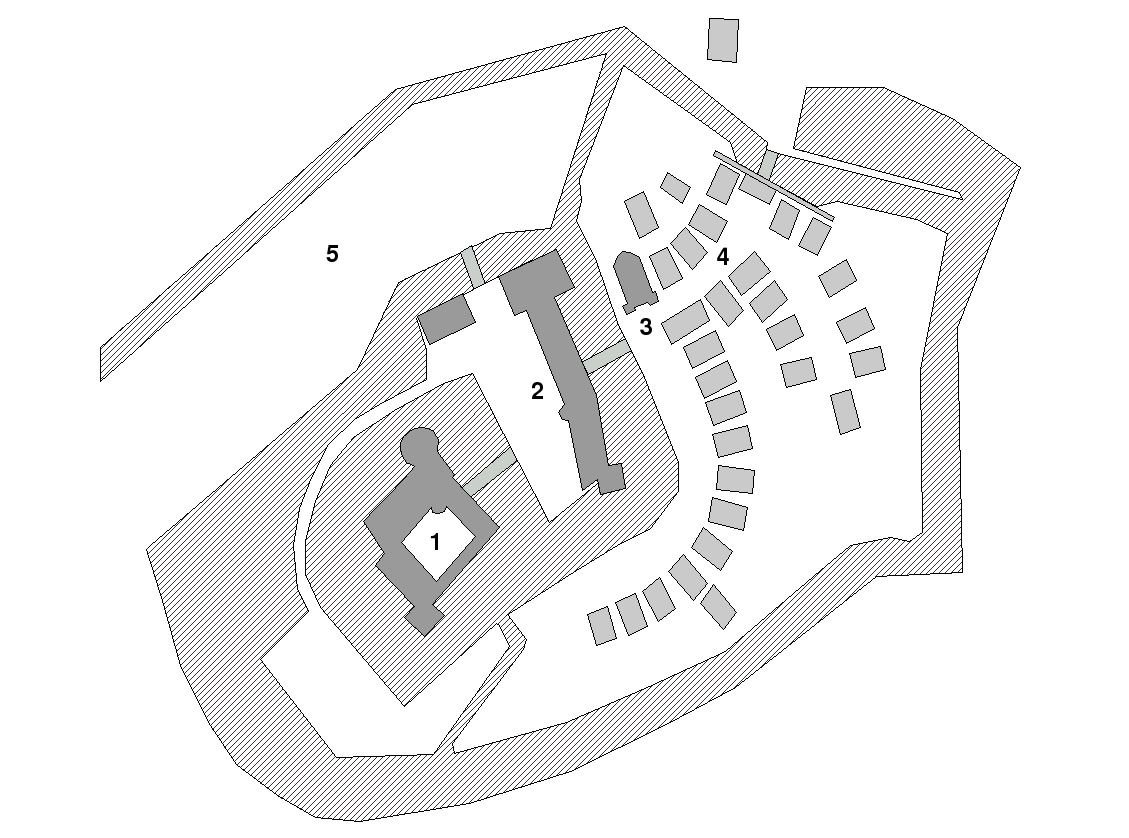
Lageplan der Anlage um 1729, nach P. Friedrich. 1 Oberburg, 2 Vorburg, 3 Schlosskapelle, 4 Schlossfreiheit, 5 Schlosspark, schraffierte Fläche Teichanlagen

Baugeschichte der Oberburg als Animation, nach Klapheck und Friedrich

Die Schlossanlage besteht aus der Oberburg, der Vorburg und der umgebenden Schlossfreiheit mitsamt der Schlosskapelle. Eine Gräfte trennt die einzelnen Teile, die ursprünglich nur über Zugbrücken verbunden waren. Der Kunsthistoriker Richard Klapheck schrieb: „Von Süden gesehen, bildet die Gesamtanlage das eindrucksvolle Bild wunderbar ausgeglichener Baumassen. Nirgendwo eine barocke, gewaltsame Störung trotz der übermächtigen Turmvertikalen. Oberburg und Unterburg sind so zueinander gruppiert, daß das Fortissimo der angeschlagenen Töne zu einer Harmonie zusammenklingt und das Gesamtbild nur Gleichmaß und Ruhe atmet.“
Der Vorgänger der heutigen Anlage ist wahrscheinlich die nicht mehr erhaltene, Burg Kretier genannte Turmhügelburg. Sie stand im großen Esch in der Nähe der Isselquelle etwa drei Kilometer nördlich des heutigen Schlosses. Grabungen in den 1950er und 1960er Jahren und dendrochronologische Untersuchungen ergaben, dass dort um 1117 eine hölzerne Turmhügelburg mit Wassergräben über eine Flachsiedlung des 9. oder 10. Jahrhunderts errichtet wurde. Diese ist vermutlich die 889 n. Chr. im Heberegister des Klosters Werden erstmals urkundlich erwähnte Siedlung Hrothusfeld (gerodetes Feld), auf die der Name Raesfeld zurückgeht. Vermutlich nach 1259 brannte die hölzerne Anlage ab. Sie wurde nicht wieder aufgebaut und verfiel.
Stattdessen wurde an der Stelle des heutigen Schlosses eine erste steinerne Burg errichtet. Die Burg hatte die Form eines unregelmäßigen Rechtecks mit Kantenlängen von 8,60 m und 9,30 m. An der Nordwestecke des Nordflügels der Oberburg sind Teile erhalten. Es handelt sich um eine etwa 1,80 m dicke Mauer aus Bruchsteinen und Kalkmörtel mit Schießscharten.
Die Burg wurde zum Ende des 14. Jahrhunderts zweigeschossig und auf etwa 30,20 m Länge und etwa 12,40 m Breite erweitert. Außerdem wurde sie um einen Vierkantturm an der südlichen Ecke und einen runden Wehrturm auf der diagonal gegenüberliegenden Ecke im Norden ergänzt.

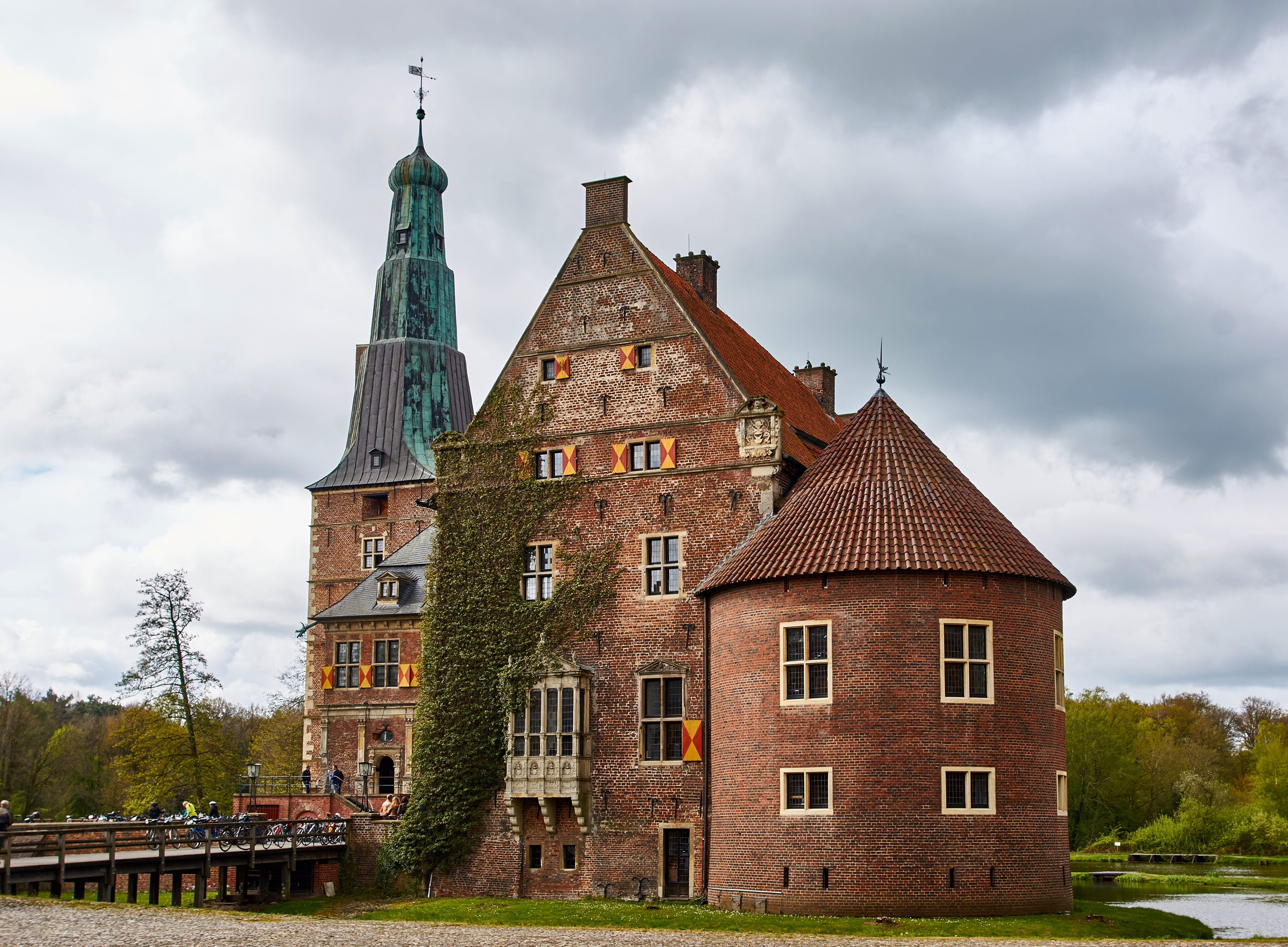
Ostwand von 1614 mit dem wiederaufgebauten Rundturm

Da der Dachstuhl 1597 abgebrannt war, ließ Alexander I. von Velen die Burg von 1604 bis 1606 durch den Baumeister Heinrich von Borken neu aufbauen. Der teilweise zerstörte Rundturm wurde wieder aufgebaut und erhielt eine welsche Haube. Den Abschluss der Arbeiten bezeugen die Eisenzahlen ‚1606‘ an der Südseite des Flügels. Die Ostwand musste allerdings 1614 erneut aufgebaut werden, da ein Sturm die Wand zerstört hatte. Die Ostseite wurde dabei erstmals mit Schmuckwerk wie Gesimsbändern und Wappen an den Giebelkanten verziert. Der angebrachte vierteilige Erker trägt die Jahreszahl 1561 und stammt ursprünglich vom Schloss Velen. Um 1900 wurde er abgenommen und war bis 1933 wieder am Schloss Velen, um dann erneut nach Schloss Raesfeld zu gelangen.

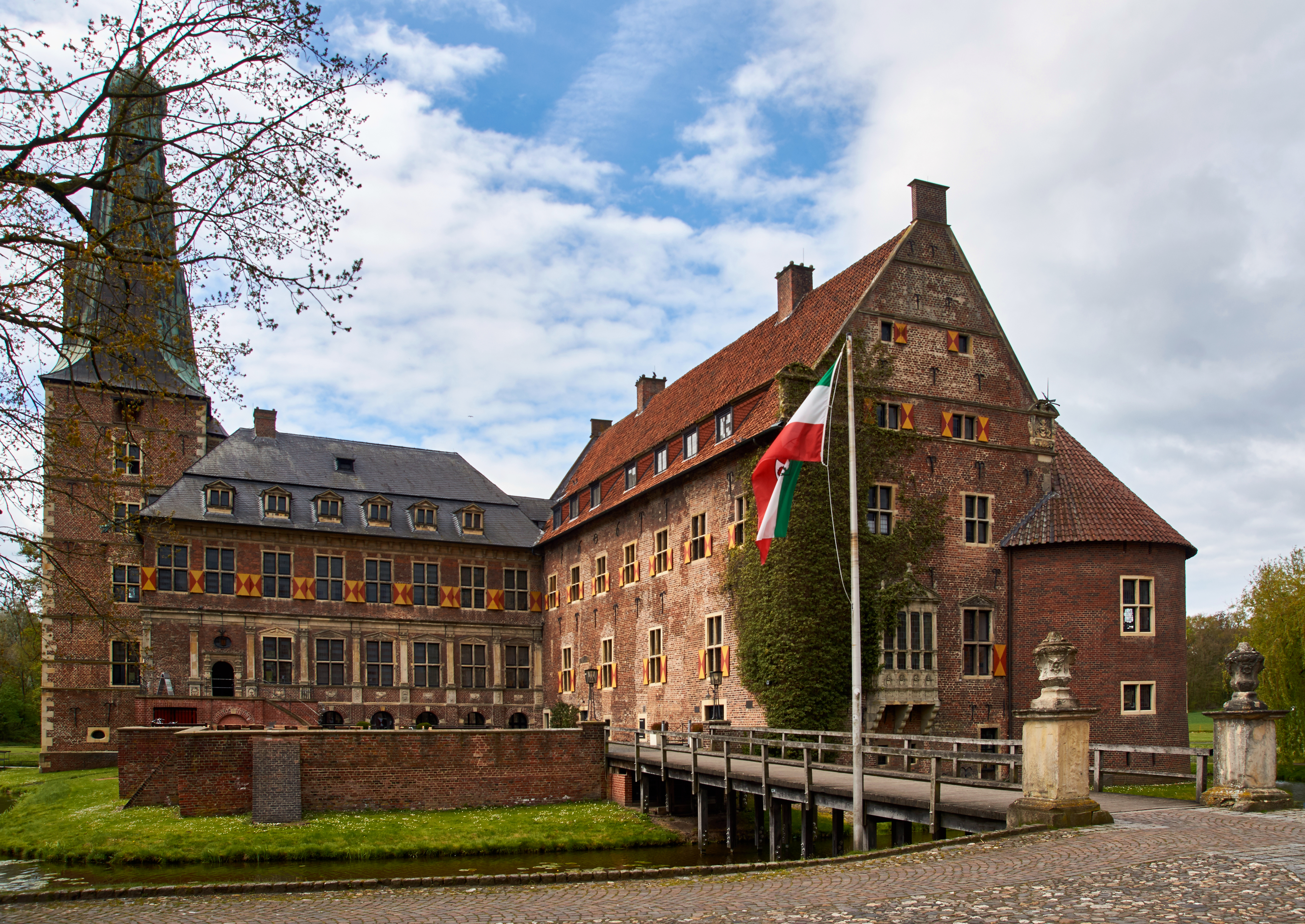
Hofseite der Oberburg, links der Westflügel (1643–1648) mit Turm (1645–1653), rechts der Nordflügel von um 1606

Dieser Backsteinbau wurde als Nordflügel in den Ausbau zum Residenzschloss ab 1643 von Alexander II. von Velen einbezogen. Drei zusätzliche Flügel im Stil der Renaissance schlossen mit dem alten Herrenhaus einen rechteckigen Innenhof ein. Zwei dieser Flügel, die niedrige Galerie mit dem Arkadengang zum Innenhof und der Eingangsflügel zur Oberburg, mitsamt einem prächtigen Eingangsportal, wurden im 19. Jahrhundert abgetragen. Heute steht aus dieser Bauperiode auf der Oberburg nur noch der westliche Wohnflügel mit einem Mansarddach und der Turm. Der beherrschende etwa 50 m hohe Turm schließt sich dem Westflügel im Süden an. Den sechsstöckigen Turm krönt ein bronzener Helm, der sich steil nach oben verjüngt und von einem Zwiebelaufbau abgeschlossen wird. Die eigenwillige Form mit den dreifach abgesetzten Pyramidenstümpfen wird dem Frühbarock zugerechnet. Klapheck bezeichnete ihn als „stein gewordenen Trompetenstoß“. 1959 wurde der Turm mit Kupferblechen neu eingedeckt.

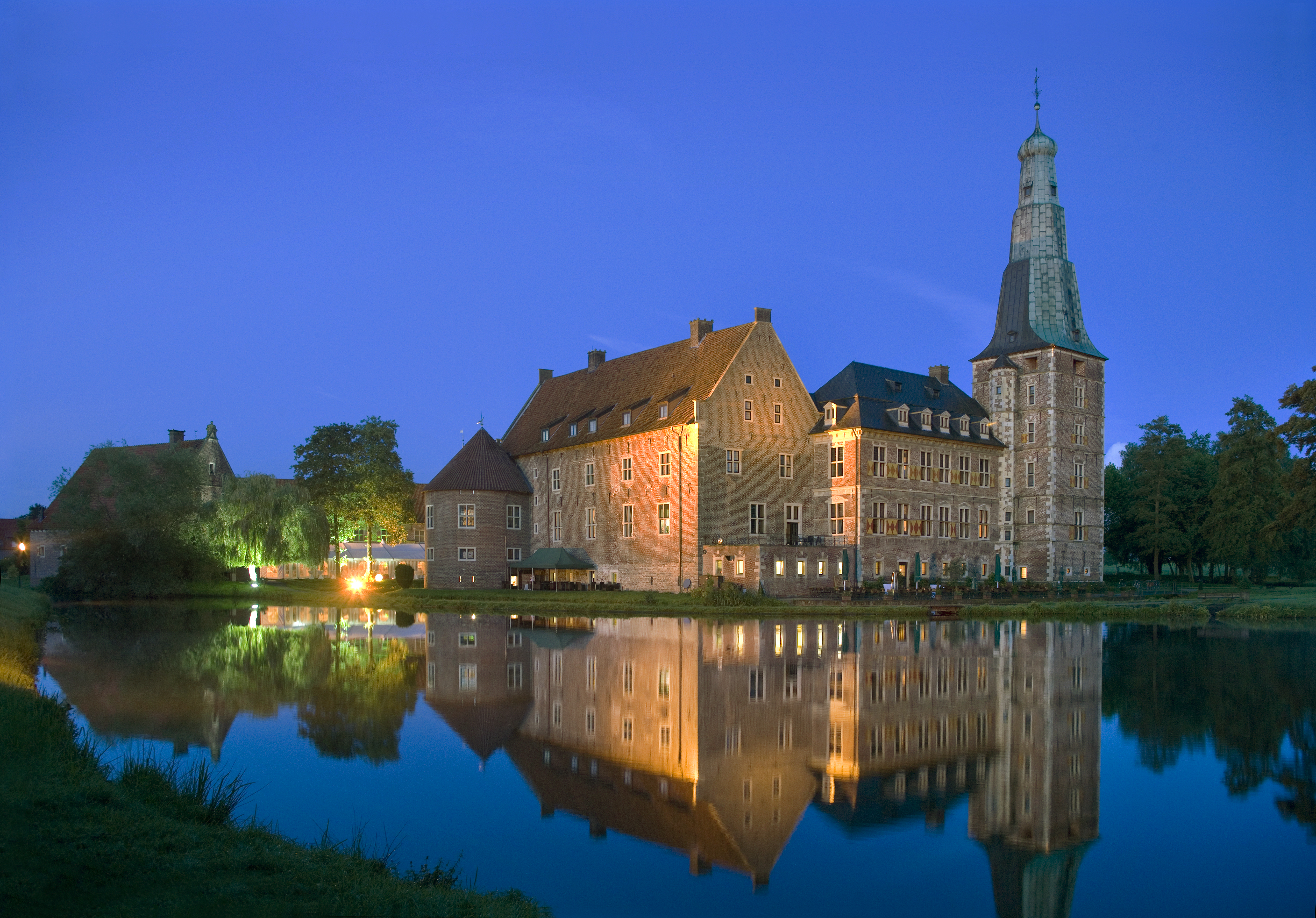
Wasserschloss Schloss Raesfeld i Münsterland

Als Baumeister wurde 1646 der Kapuziner und Architekt Michael van Gent engagiert. Dieser war 1585 als Jacobus van Pouke bei Gent geboren und lebte zu dieser Zeit in Münster. Als Michael van Gent 1647 nach Rom berufen wurde, führten Jacob und Johann Schmidt aus Roermond die Arbeiten nach einem Modell van Gents fort. Die Steinmetzarbeiten erledigte Remigius Roßkotten. Um 1648 war die Vorburg und um 1653 die Oberburg fertiggestellt, die Baukosten betrugen insgesamt etwa 80.000 Reichstaler.
Als Baumaterial wurden auch bei den neuen Flügeln vor allem Backsteinziegel benutzt. Für die Portale, die Balken und Rahmen der Fenster, die Eckquaderungen und das Schmuckwerk kam heller Baumberger Sandstein zum Einsatz. Zu Beginn des 20. Jahrhunderts erhielten die damals rot-weißen Fensterläden und Portale einen rot-gelben Anstrich, wie sie ihn, in Anlehnung an das rot-goldene Wappen derer von Velen, vermutlich im 17. Jahrhundert hatten. Zuvor waren sie vermutlich blau-weiß gestrichen. Die Dächer wurden mit roten Dachziegeln, die Turmhauben mit Moselschiefer eingedeckt.

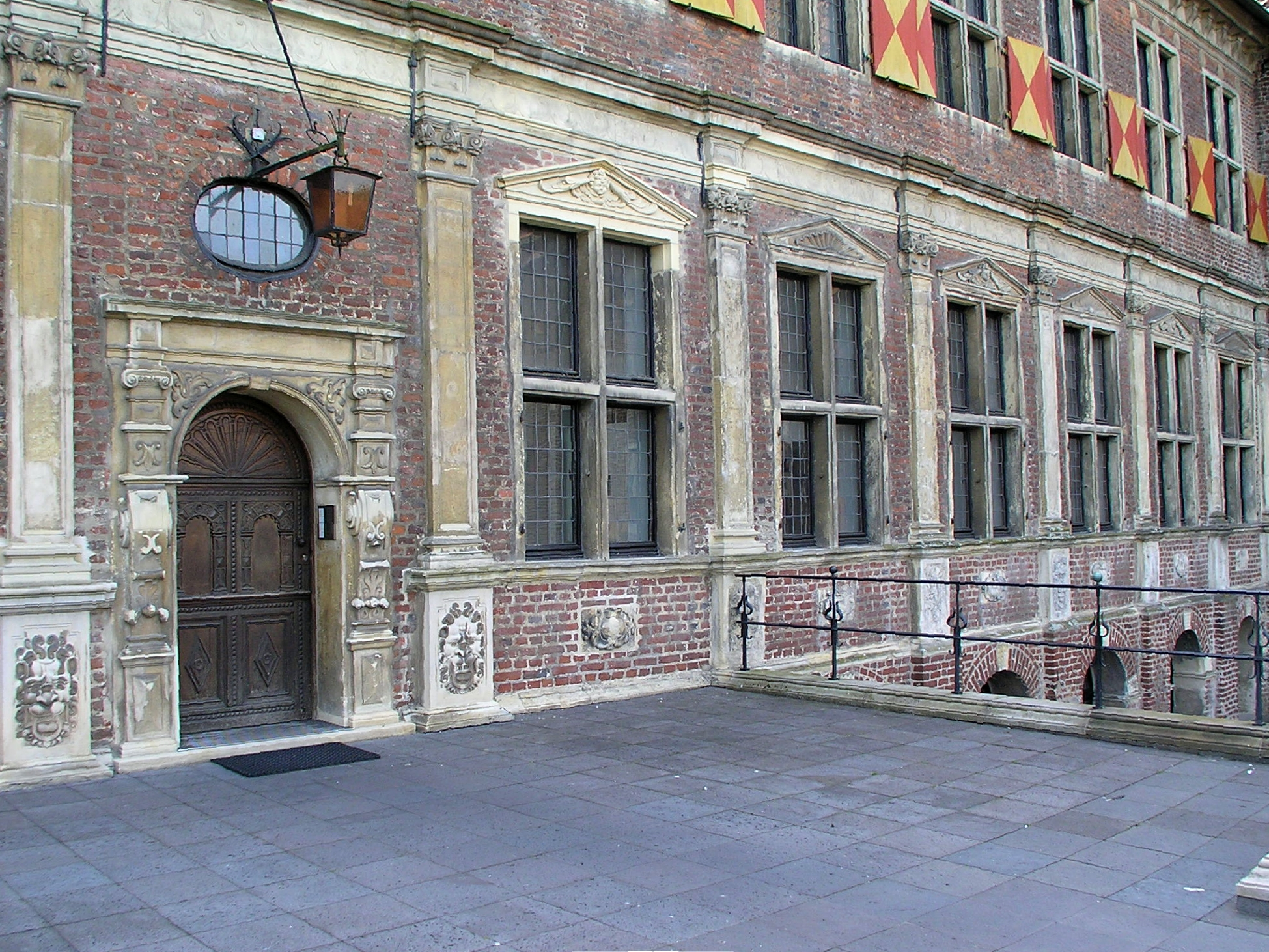
Hofseite des Westflügels

Der Westflügel wird in seiner Höhe von mehreren Gesimsbändern geteilt. In der Vertikalen gliedern ihn die regelmäßigen Steinkreuzfenster. Sie werden im ersten Geschoss von Dreiecksgiebeln bekrönt, in deren Mittelfeld abwechselnd Engelsköpfe und Muscheln dargestellt sind. Im zweiten Geschoss entlasten flache doppelte Bögen mit Kämpfern aus Sandstein über den Fenstern ein von Konsolen getragenes Dachgesims. Die Entlastungsbögen über den Fenstern des Kellergeschosses sind wie in den höheren Etagen des Turmes als einfache halbrunde Bögen ausgeführt, die Kämpfer und Schlusssteine aber aufwändiger aus behauenem Sandstein. Die Hofseite des Westflügels ist repräsentativ gestaltet: Die Eingangstür zum ersten Geschoss in der Südecke ist mit reicher Volutenornamentik und einem darüber befindlichen Ochsenauge geschmückt. Unter den Fenstern des ersten Geschosses befinden sich jeweils steinerne Kartuschen. Die korinthischen Kapitelle der Pilaster zwischen den Fenstern zieren abwechselnd Engelsfiguren und Voluten, sie tragen einen Architrav nach korinthischem Vorbild mit Volutenmäandern. Die Basis der Scheinsäulen bilden mit Löwenköpfen skulptierte Werksteine.

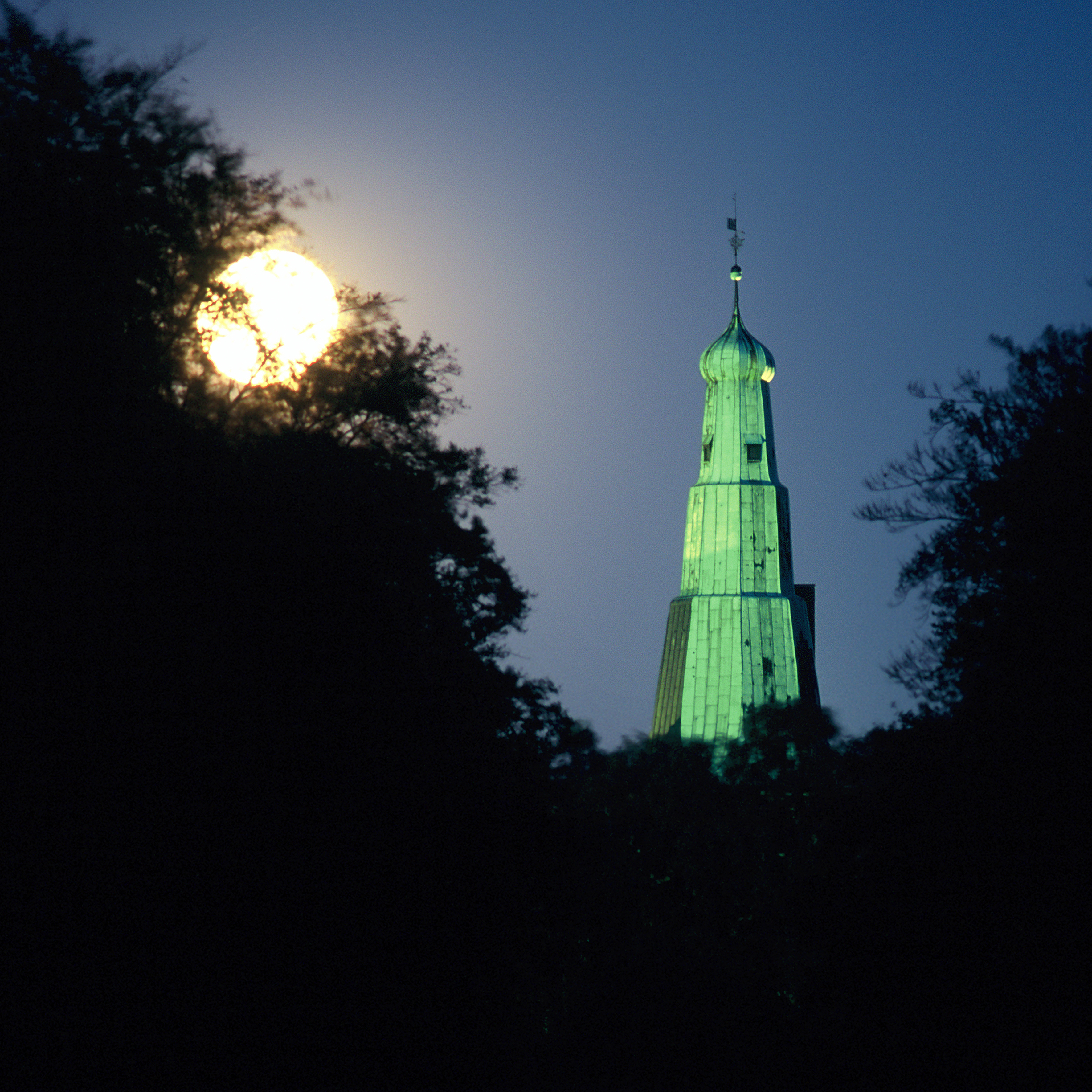
Turmhaube von Schloss Raesfeld, als sogenannter „Trompetenstoß“

Für den Ausbau von Schloss Raesfeld lassen sich in der Umgebung keine vergleichbaren Vorbilder finden. Klapheck sieht Raesfeld im Zusammenhang mit den Schlossbauten im geldrisch-limburgischen Maastal. Raesfeld bezeichnet er als östlichsten Ausläufer einer Maastal-Backstein-Architektur im 17. Jahrhundert zu der er unter anderem die Schlösser Hoensbroek und Schaesberg bei Heerlen und Schloss Leerodt bei Geilenkirchen zählt. Die Schlösser waren Alexander II. selbst wegen verwandtschaftlicher Beziehungen zu den Schlossherren oder zumindest den holländischen Baumeistern bekannt.
Das Innere wurde im Zuge des Ausbaus ebenso prachtvoll eingerichtet. Die Räume schmückten Tapeten aus Leder und Gobelins, die Decken waren mit barocken Stuckaturen und Bildern verziert. Die Laibungen der Fenster im Rittersaal des alten Herrenhauses hatte François Walschaerth aus Maastricht mit Göttern und Helden aus der griechischen Mythologie bemalt. Andreas Petersen malte Vögel und Ornamente auf die Saaltüren. Als weitere Räume sind das Paradezimmer, das Schreibzimmer des Grafen, die Bibliothek, das Billardzimmer, die Porzellankammer, das Blaue und das Grüne Zimmer zu nennen. Doch von der Einrichtung war schon bei einer Inspektion im Februar 1772 kaum etwas übrig. Das Inventar kam zum Teil nach Schloss Velen, Übriges wurde während des Leerstands und der Besetzungen fast ausnahmslos geplündert oder zerstört. Bis heute ist ein Cembalo erhalten, das Alexander II. 1640 bei der bekannten flämischen Werkstatt Ruckers erworben hatte.
Wie der Portalflügel, der Treppenturm im Innenhof und der Galerieflügel wurde der aus dem 14. Jahrhundert stammende runde Wehrturm im 19. Jahrhundert abgebrochen. 1959 wurden die noch bis zu 2,50 m hohen und 2,70 m starken Reste bis auf das Fundament aus Eichenpfählen abgetragen. Dabei fand man einen dreibeinigen Kochtopf aus Bronze („Grope“) und einen Bartmannskrug aus dem 17. Jahrhundert, die vermutlich bei der Instandsetzung des Turmes um 1600 eingemauert wurden. Der Rundturm wurde 1960 wieder aufgebaut.
Nach dem starken Verfall im 18. und 19. Jahrhundert wurde das Schloss 1922 und 1930 bis 1932 renoviert. Von 1950 bis 1957 wurden die Kriegsschäden beseitigt und das Innere des Schlosses umgestaltet. Im Rahmen der Sanierung wurden dabei zahlreiche Wände entfernt und neue Fenster im Nordflügel durchgebrochen. 1951 wurde in der nördlichen Ecke zwischen West- und Nordflügel ein Küchentrakt für die Schlossgastronomie angebaut und der Treppenaufgang zum ersten Geschoss im Innenhof umgebaut.

### Vorburg

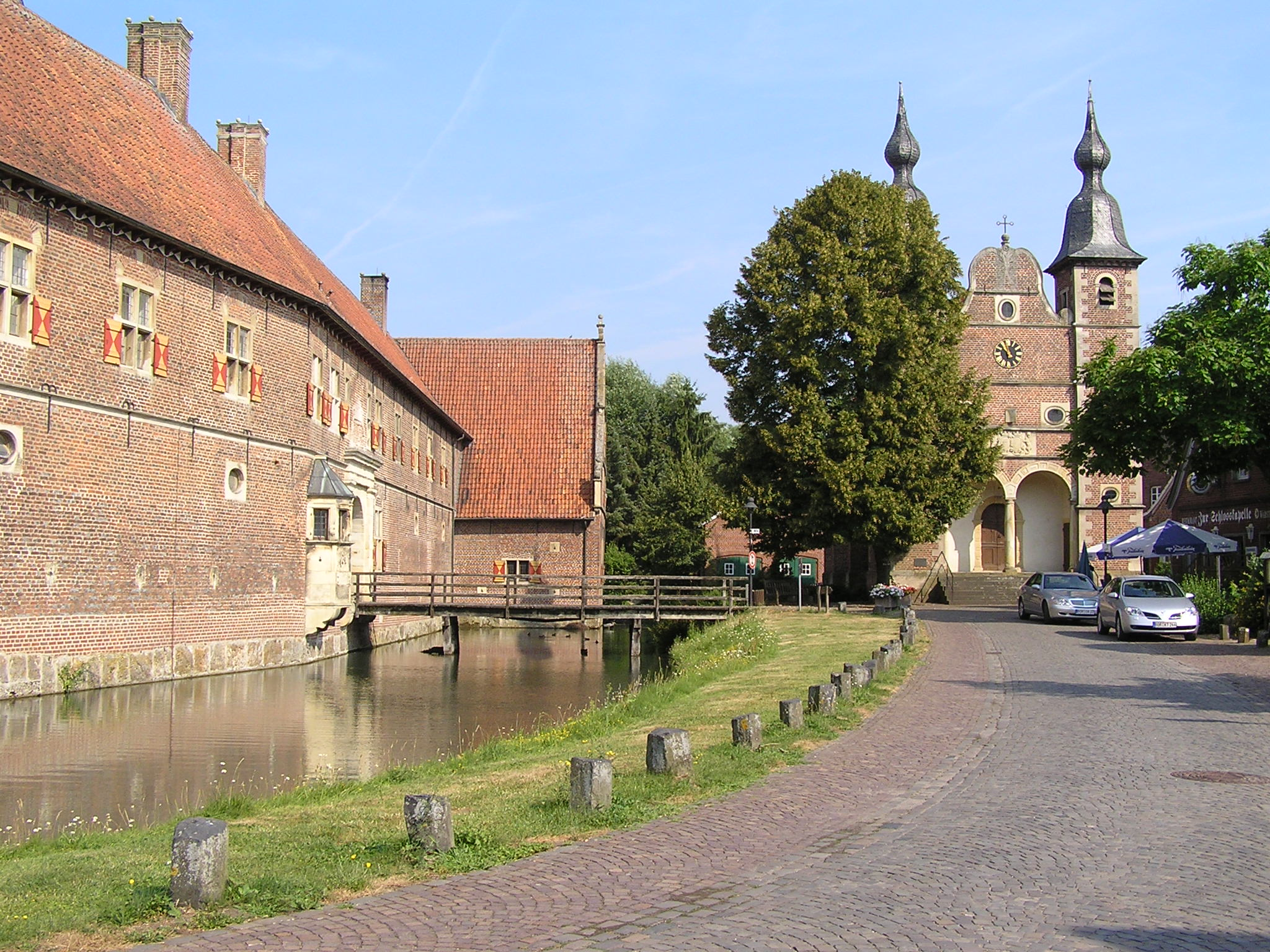
Ostseite der Vorburg und Portal der Schlosskapelle

Die Vorburg befindet sich auf einer eigenen Insel zwischen Freiheit und Oberburg. Dort waren die Verwaltungs- und Wirtschaftsräume untergebracht. Die Vorburg entstand zwischen 1646 und 1648. Das an der Nordseite quer zur langgestreckten Vorburg gestellte Bauhaus stand schon seit etwa 1600 dort. Es erinnert an ein westfälisches Bauernhaus und wurde auch als Viehstall und Erntekammer genutzt. Neben der Tordurchfahrt zur Freiheit etwa in der Mitte der Vorburg steht auf der Hofseite der Treppenturm, der zum Obergeschoss führt. Im Süden wird die Vorburg vom sogenannten Sterndeuterturm flankiert. Der Turm soll von Alexander II. von Velen für astrologische Untersuchungen genutzt worden sein, wodurch sich auch der Name des Turms erklärt. Bei der Restaurierung des Sterndeuterturms im Jahr 2001 fand man Hinweise, dass auch der Südteil der Vorburg auf älteren, mittelalterlichen Grundmauern aufgebaut worden ist. 1923 wurde im Süden eine Remise angefügt. 1981 bis 1983 wurde die Vorburg grundsaniert.
Die Geschosse sind durch umlaufende Gesimsbänder geteilt und Schilder zieren die Trauf- und Firstecken der Giebel; doch insgesamt ist die Vorburg schlichter gestaltet als der Westflügel der Oberburg aus der gleichen Bauphase. Die Steinkreuzfenster tragen keine Dreiecksgiebel oder andere Verzierungen und die Entlastungsbögen sind wie in den oberen Geschossen des Hauptturms halbrund und mit behauenen Kämpfern und Schlusssteinen ausgeführt. Das Dachgeschoss des fünfstöckigen Sterndeuterturms wird von einer Galerie umlaufen. Darüber beginnt eine Welsche Haube, die nach einer Laterne in verkleinerter Form und mit oktogonalem Grundriss wiederholt wird. Der Treppenturm trägt ebenfalls eine Welsche Haube. Auf der Hofseite wurde über der Tordurchfahrt 1649 eine Steintafel eingesetzt, in die die Geschichte des Schlosses in lateinischer Prosa eingeschlagen wurde. Eine Übersetzung der Inschrift befindet sich in der Tordurchfahrt. Von der Freiheit kommend, befindet sich südlich der Tordurchfahrt ein achteckiger Schwebeerker. Über der Einfahrt hing ursprünglich das Allianzwappen von Alexander II. von Velen und seiner Frau Alexandrine von Huyn und Gelen, das heute in der Ausstellung des Besucher- und Informationszentrums zu sehen ist.

### Freiheit und Kapelle

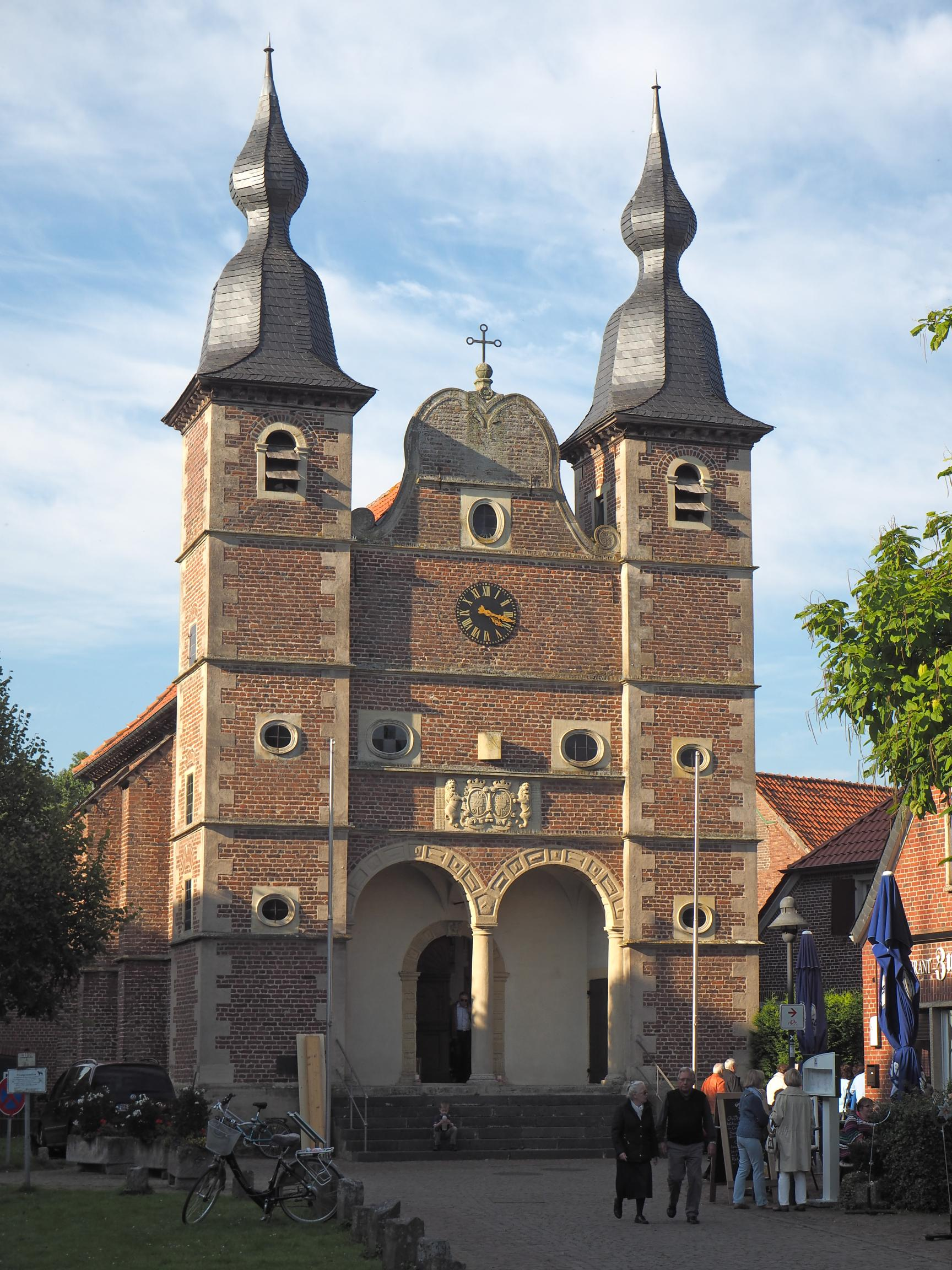
Schlosskapelle von Raesfeld

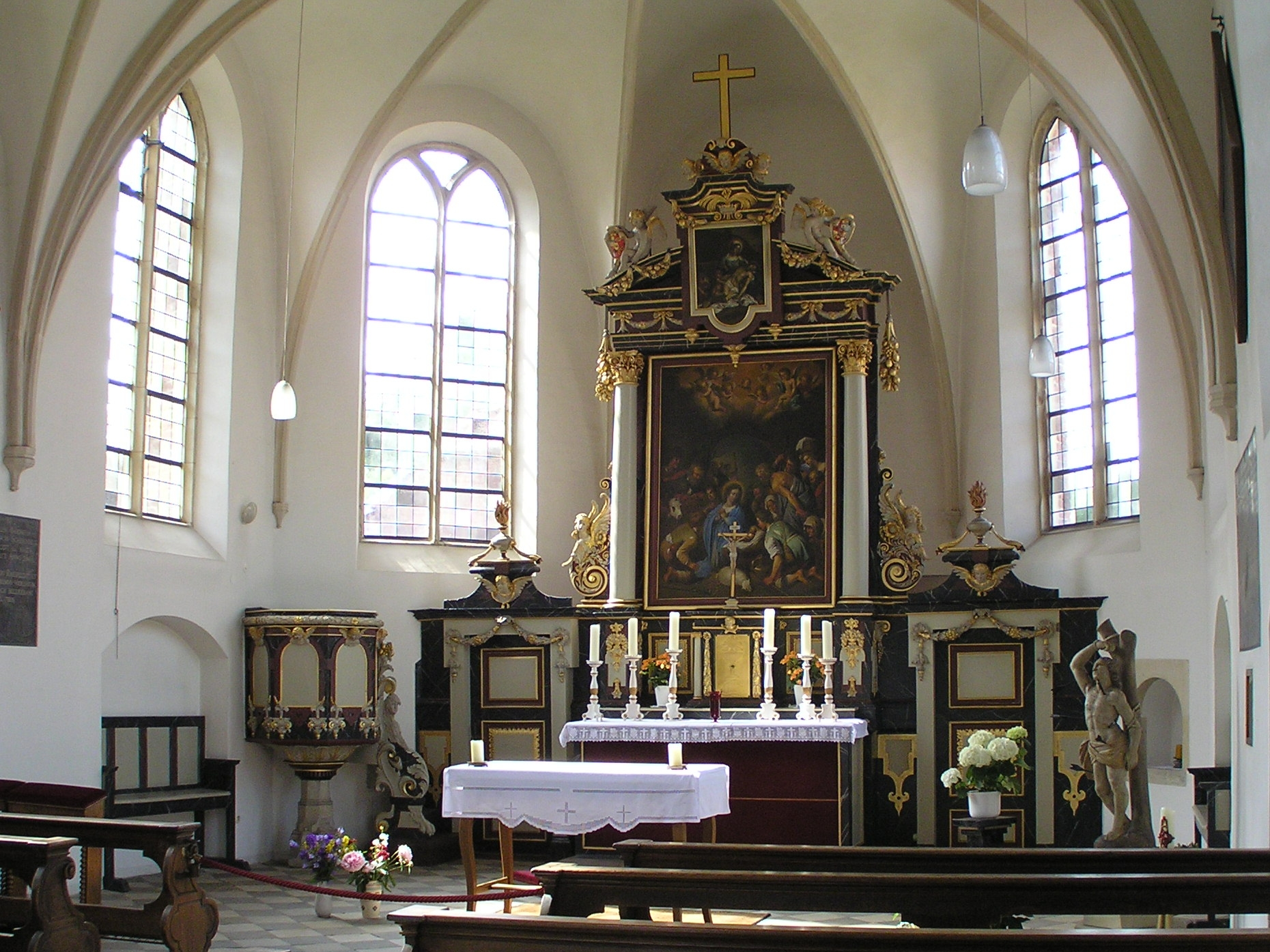
Chorraum der Schlosskapelle mit Barockaltar

Wallanlagen im Norden und Osten sowie ein Torhaus mit Mauer schützten die dörfliche Burgfreiheit. Um 1729 standen etwa 30 Häuser, in denen die Hof- und Dienstleute der Schlossherren lebten. 1817 zählte die Freiheit noch 233 Bürger. Einige der Häuser in der Freiheit stehen heute unter Denkmalschutz. In einem Haus zeigt der Heimatverein Raesfeld die Ausstellung „Raesfeld 1939–1945“ zum Zweiten Weltkrieg, andere Gebäude werden als Restaurants, Hotels und Geschäfte genutzt.
Der Entwurf der Schlosskapelle vom bereits verstorbenen Michael van Gent wurde in eine „moderne Form abgeändert“. Die zur Mittelachse symmetrisch angeordneten Säulen, Rundbögen und die seitlichen Türme mit Welschen Hauben bilden ein repräsentatives Portal, welches auch mit dem geschwungenen Giebel und dem Wappenstein über dem Eingang bereits frühbarocke Formen aufweist. Der Bau der Schlosskapelle wurde von Jacob Schmidt um 1658 ausgeführt.
Der Bildhauer Dietrich Wichmann arbeitete als Steinmetzmeister, die Innenausstattung besorgte Andreas Petersen. Das unsignierte Altarbild „Die Anbetung des Herrn“ und acht kleinere, nicht mehr erhaltene Bilder malte François Walschaerth. Claes Obermöller schuf den prächtigen Barockaltar. Die Orgel von Conrad Ruprecht war bis zum Pfingstfest 1659 fertiggestellt. Unter dem Chorraum befindet sich die Familiengruft, in der unter anderem der Schlosserbauer Alexander II. von Velen begraben liegt. Die Totentafel aus schwarzem Marmor wurde noch zu Lebzeiten des Reichsgrafen angefertigt, die Zeilen für die Todesdaten blieben leer. Eine zweite Totentafel in gleicher Ausfertigung ließ Alexander II. für seine erste Frau und seinen Sohn Paul Ernst anbringen. Bei Restaurierungsarbeiten wurde 1962 in der Gruft das „bleierne Herz“ des 1733 verstorbenen Christoph Otto von Velen entdeckt, das sich heute in einer Wandnische der rechten Chorseite befindet. 1901 zog der letzte Schlossvikar aus, heute ist die Kapelle Eigentum der katholischen Gemeinde St. Martin in Raesfeld.

#### Orgel
Seit 2010 befindet sich auf der Orgelbühne in der Schlosskapelle eine kleine Orgel, erbaut von der Orgelbaufirma Stockmann (Werl). Das rein mechanische Instrument wurde in einem Orgelgehäuse errichtet, das dem Stil der Einrichtung der Kapelle angepasst wurde.
| I Hauptwerk C–f3 |                  |    |
| 1.               | Flûte            | 8′ |
| 2.               | Praestant        | 4′ |
| 3.               | Flûte à chimenée | 4′ |
| 4.               | Doublette        | 2′ |

| (Fortsetzung) |                        |       |
| 5.            | Sesquialter II (ab g0) | 2 ⁄3′ |
| 6.            | Mixture II-III         | 1 ⁄3′ |
|               | Tremblant              |       |

| II Brustwerk C–f3 |          |    |
| 7.                | Bourdon  | 8′ |
| 8.                | Cromorne | 8′ |

| Pedal C–f1 |           |     |
| 9.         | Sousbasse | 16′ |

- Koppeln: II/I, I/P, II/P

### Schlosspark und Tiergarten

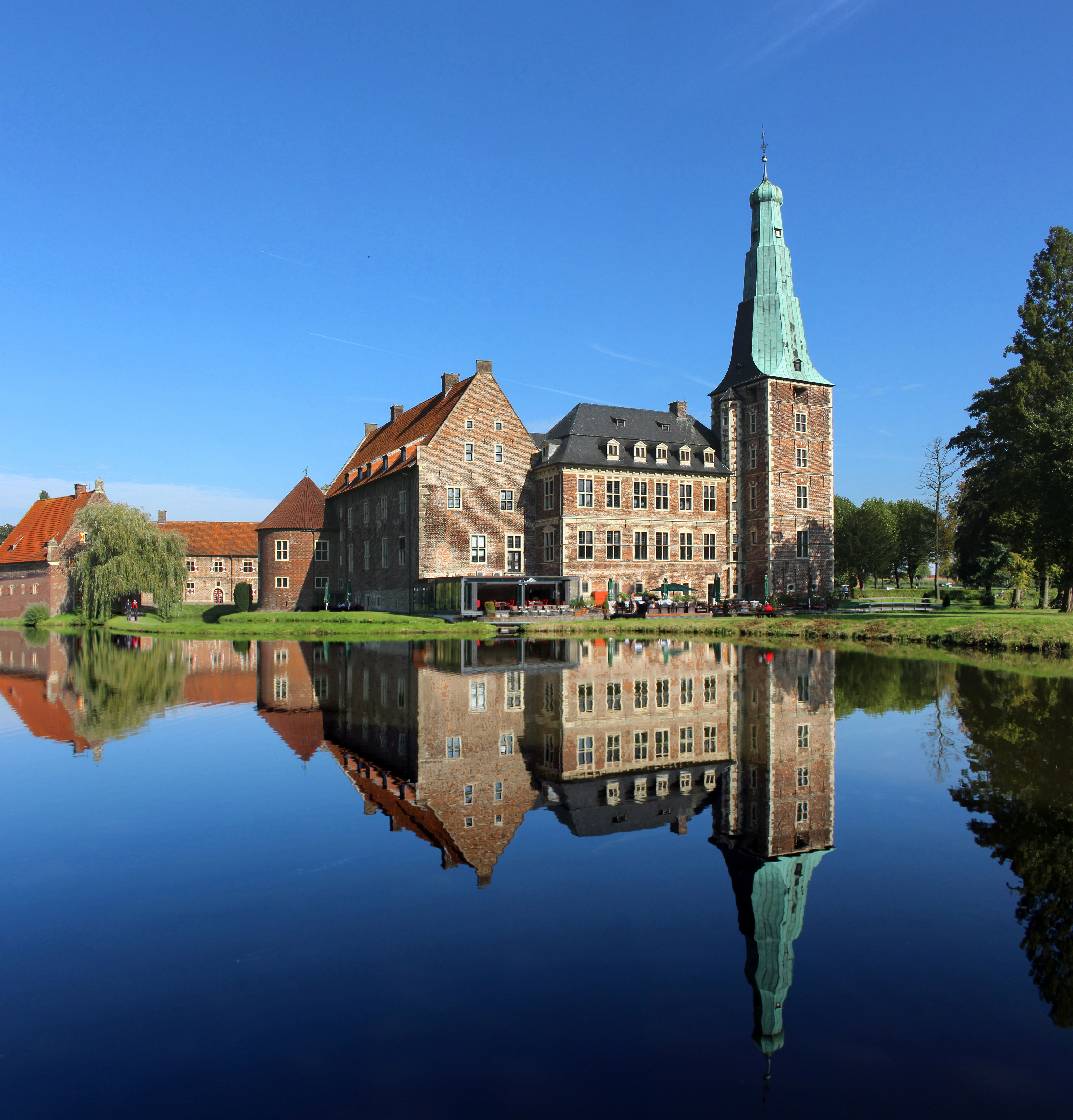
Das Schloss mit seinem Spiegelbild

Nördlich des Schlosses wurde ein regelmäßiger, geometrisch ausgerichteter Schlosspark angelegt. Die Arbeiten besorgten „welsche Gärtner und französische Fontainemacher“. Neben der Repräsentation diente ein Teil des Schlossparks auch als Küchengarten. In dem Vertrag mit dem Bildhauer Scharp wird ein 1655/56 angefertigter Springbrunnen beschrieben: „Der Meeresgott Neptun auf einem Berg von Steinen sitzend, umgeben von Krokodilen, Schildkröten und Grottenwesen“. 1668 wurde außerdem ein Brunnen mit fünf Fontänen errichtet. Weitere Arbeiten im Schlosspark lassen sich bis 1713 belegen. Eine Orangerie ist auf der Oßingh-Karte von 1729 eingezeichnet und wird in einer Aufstellung von 1770 erwähnt, sie verschwand vermutlich erst nach 1849. Das Gelände wurde seitdem landwirtschaftlich genutzt.

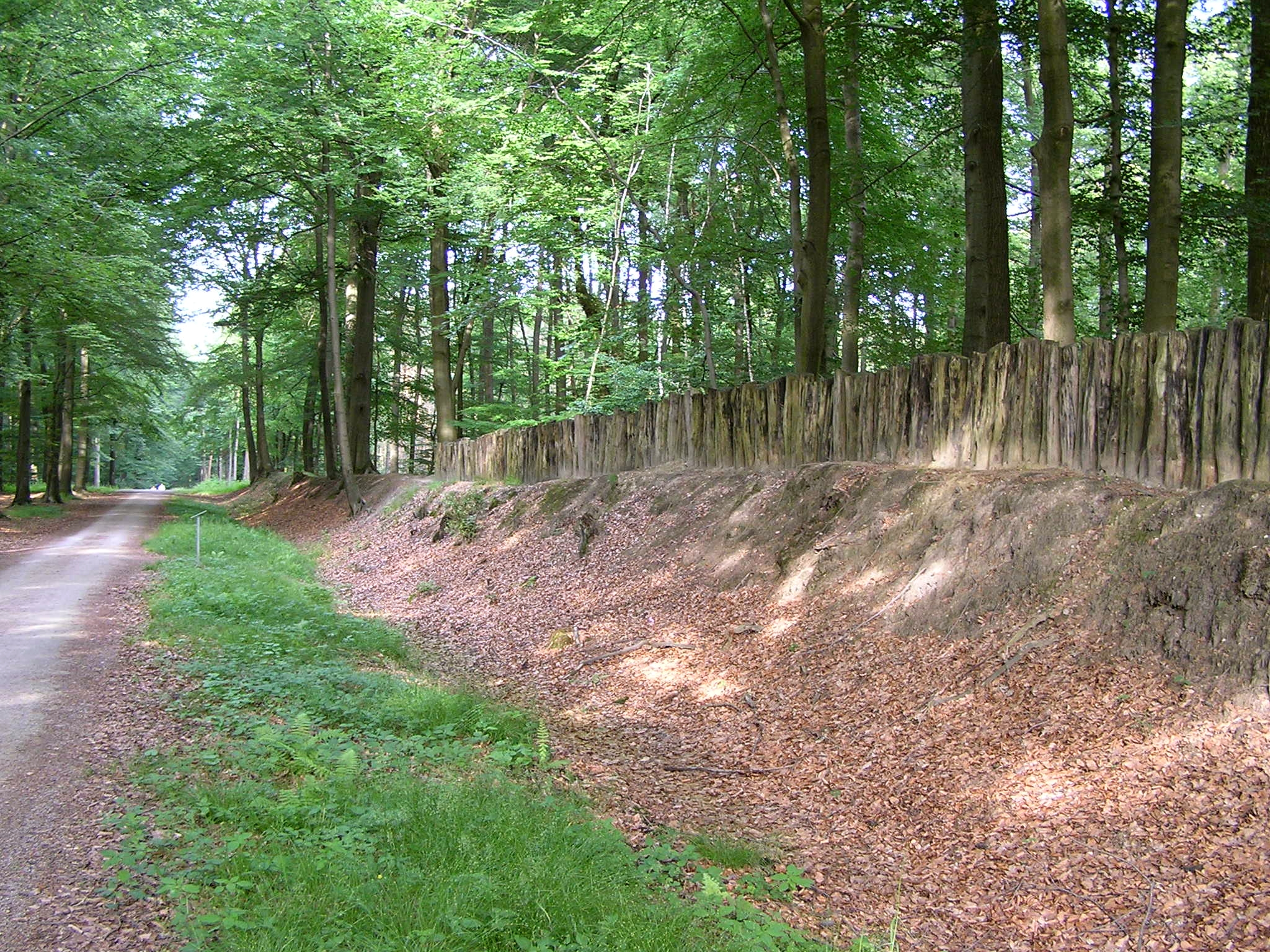
Der Wall im Tiergarten. An dieser Stelle wurden über etwa 50 m Palisaden gesetzt um die ursprüngliche Funktion erkennbar zu machen.

Im Westen des Schlosses ließ Alexander II. von Velen ab 1653 einen „Tiergarten“  als Jagdpark anlegen. Dazu wurde ein etwa 100 Hektar großes Gelände von einem etwa fünf Kilometer langen Wall mit aufgesetzten Palisaden eingefasst. Innerhalb des Tiergartens wurde heimisches Wild wie Wildschweine, Rehe und Rotwild zur Jagd gehalten. Es wurden aber auch exotische Tiere gehalten: Aus Raesfeld stammt von 1664 der älteste Nachweis vom bis dahin unbekannten Damwild in Nordrhein-Westfalen. Johann Moritz von Nassau-Siegen schenkte Alexander II. „damit euer Tiergarten verziehret und vermehret werde“ 1670 eine „amerikanische trächtige Büffelkuh, da Ew. Liebden ein sonderlicher Liebhaber Fremder Tiere und Bester seind“.

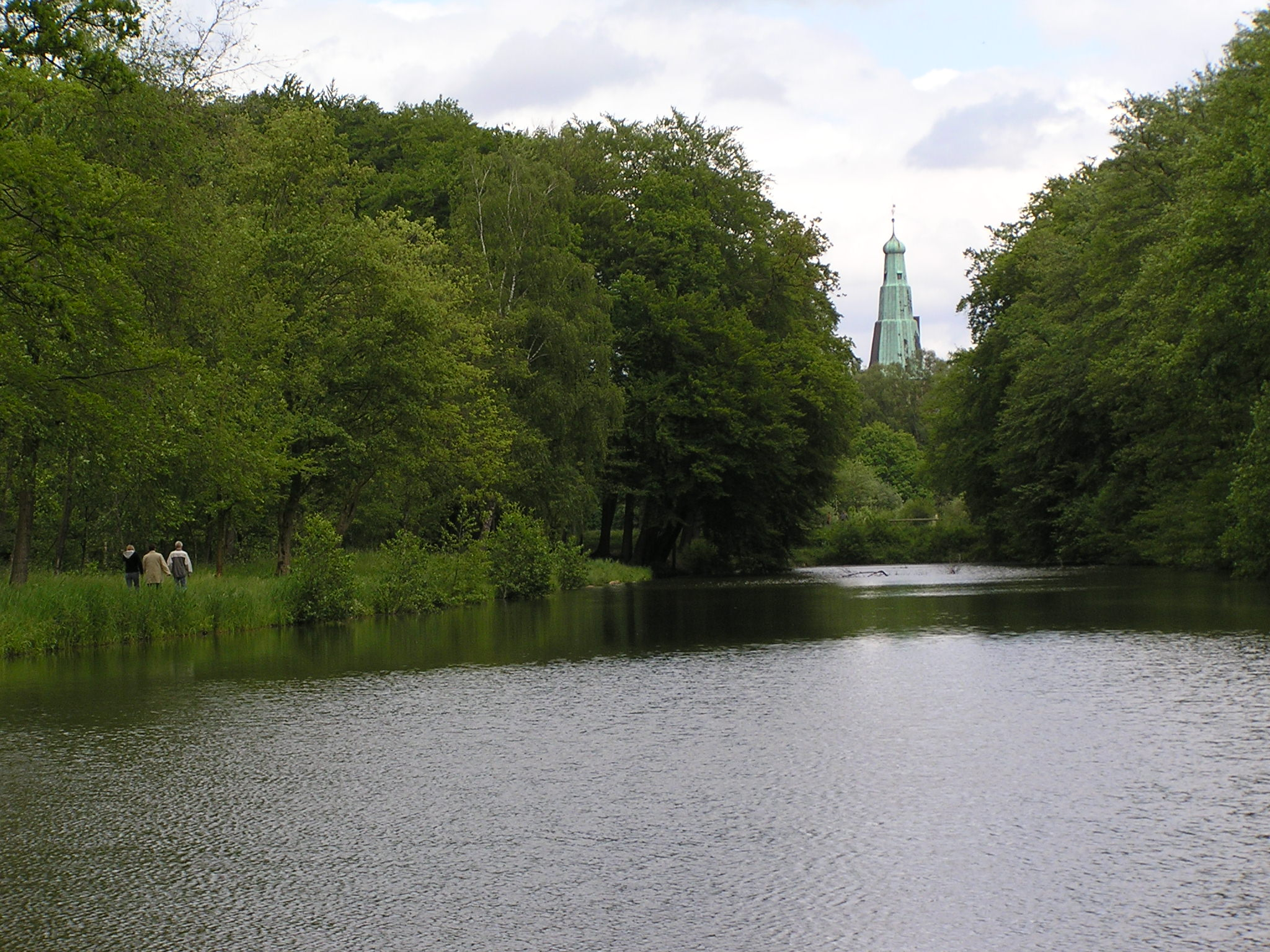
Deutlichste barocke Umgestaltung ist der Lange Teich mit der Sichtachse auf den Hauptturm.

Die Landschaftsgestaltung im Stil der Renaissance zeigte sich am natürlichen Wechsel von typischen regionalen Landschaftselementen wie Buchenmischwäldern, Nadelmischwäldern und vereinzelten Erlenbrüchen, Weiden, kleinen Äckern und Heiden. Dabei zogen sich Bäche und Teichanlagen wie ein organisches Band vom Schloss im Osten nach Südwesten. Diese Anlage als Nachbildung der Natur diente auch der Machtdemonstration des Schlossherren. Nach dem Tod von Alexander II. führte Ferdinand Gottfried von Velen den Ausbau des Gartens weiter. Dazu zählte ein 1681 angelegter Brunnen mit vier Delfinen, der vermutlich auf der Weinberginsel errichtet wurde. Im Gegensatz zu den meisten Schlossgärten der Renaissance wurde der Raesfelder Tiergarten jedoch nicht wesentlich durch moderne Formen wie den Barockpark oder den englischen Landschaftspark umgestaltet. Die deutlichste Neuerung im 18. Jahrhundert war die Anlage des Langen Teichs, der eine Sichtachse auf das Schloss bildet und die Trockenlegung des Teiches im Südwesten.

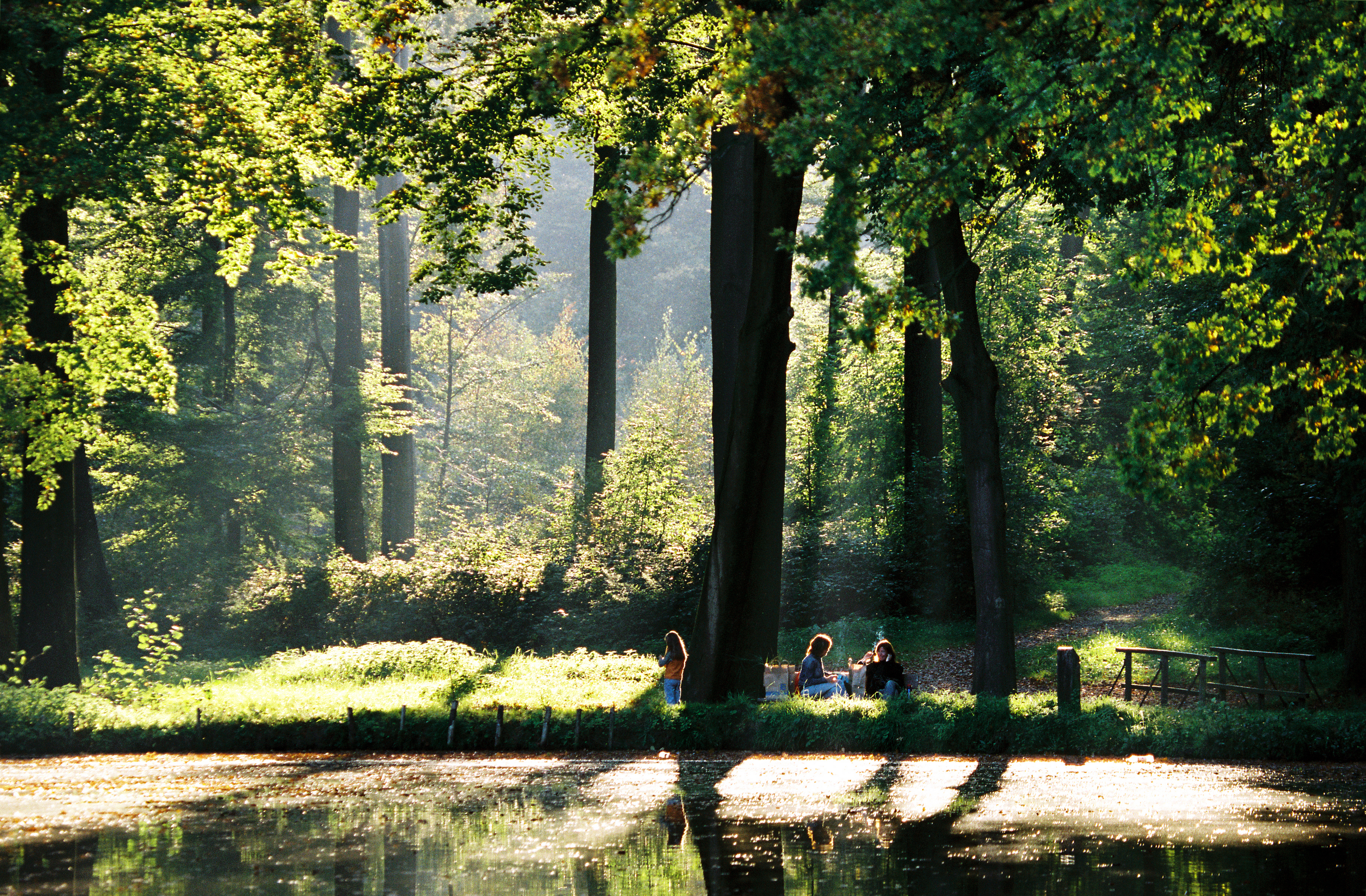
Waldidylle am Langen Teich im Tiergarten von Schloss Raesfeld

Mit dem Leerstand des Schlosses geriet auch der Tiergarten in Vergessenheit und verwilderte. Der Wall ist zu zwei Dritteln erhalten, auf einer Flurkarte von 1824 fehlt jedoch bereits die Einfriedung mit Palisaden, sodass das Gelände spätestens seitdem seine Funktion als Tiergarten verloren hatte. Danach wurde das öffentlich zugängliche Waldgebiet nur forstwirtschaftlich genutzt.

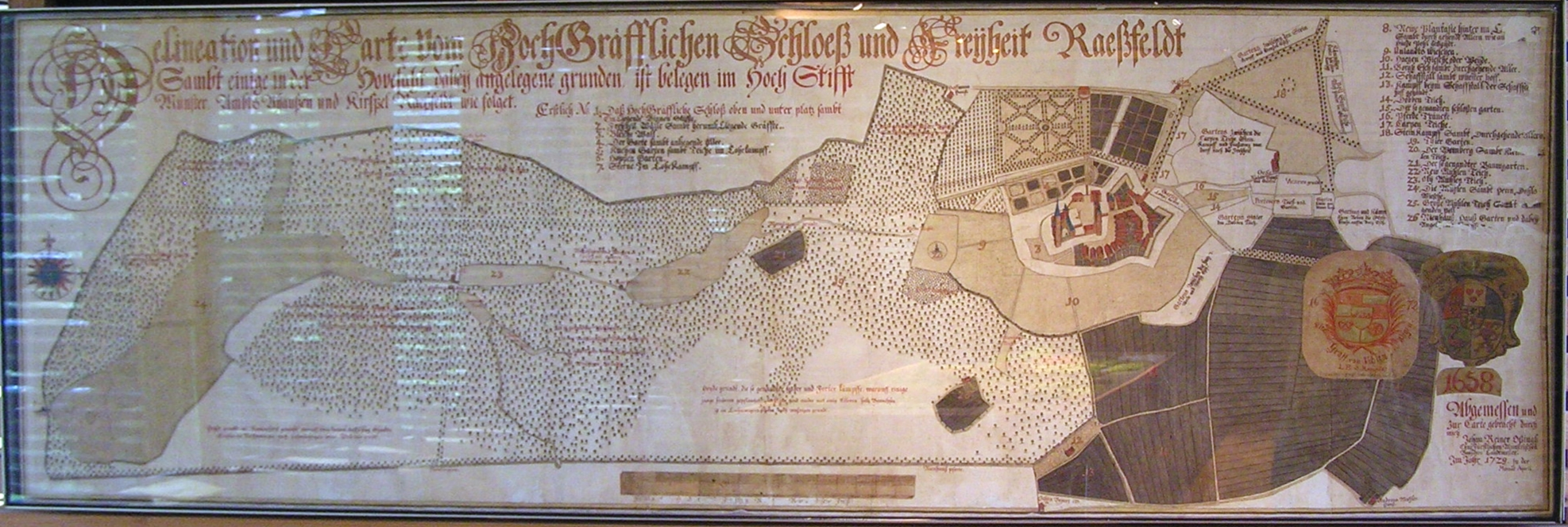
Karte von Schloss und Tiergarten. Johan Reiner Oßing, 1729

Anfang der 1990er Jahre wurde eine Karte von Johan Reiner Oßing aus dem Jahr 1729 wiederentdeckt. Das Westfälische Amt für Denkmalpflege kam bei näherer Betrachtung der Karte zu der Einschätzung, dass der Raesfelder Tiergarten zu den ältesten erhaltenen Schlossgärten der Renaissance in Deutschland gehört. Die Idee einer Revitalisierung des ursprünglichen Tiergartens wurde jedoch als nicht bezahlbare, utopische Fantasterei betrachtet. Im Rahmen der Regionale 2004 „links und rechts der Ems“ konnte das Projekt schließlich doch umgesetzt werden. Der gemeinnützige Trägerverein Tiergarten Schloss Raesfeld gründete sich 2003 und schloss mit dem Eigentümer Dietrich von Landsberg-Velen einen Nutzungsvertrag über 25 Jahre für das Gelände. 

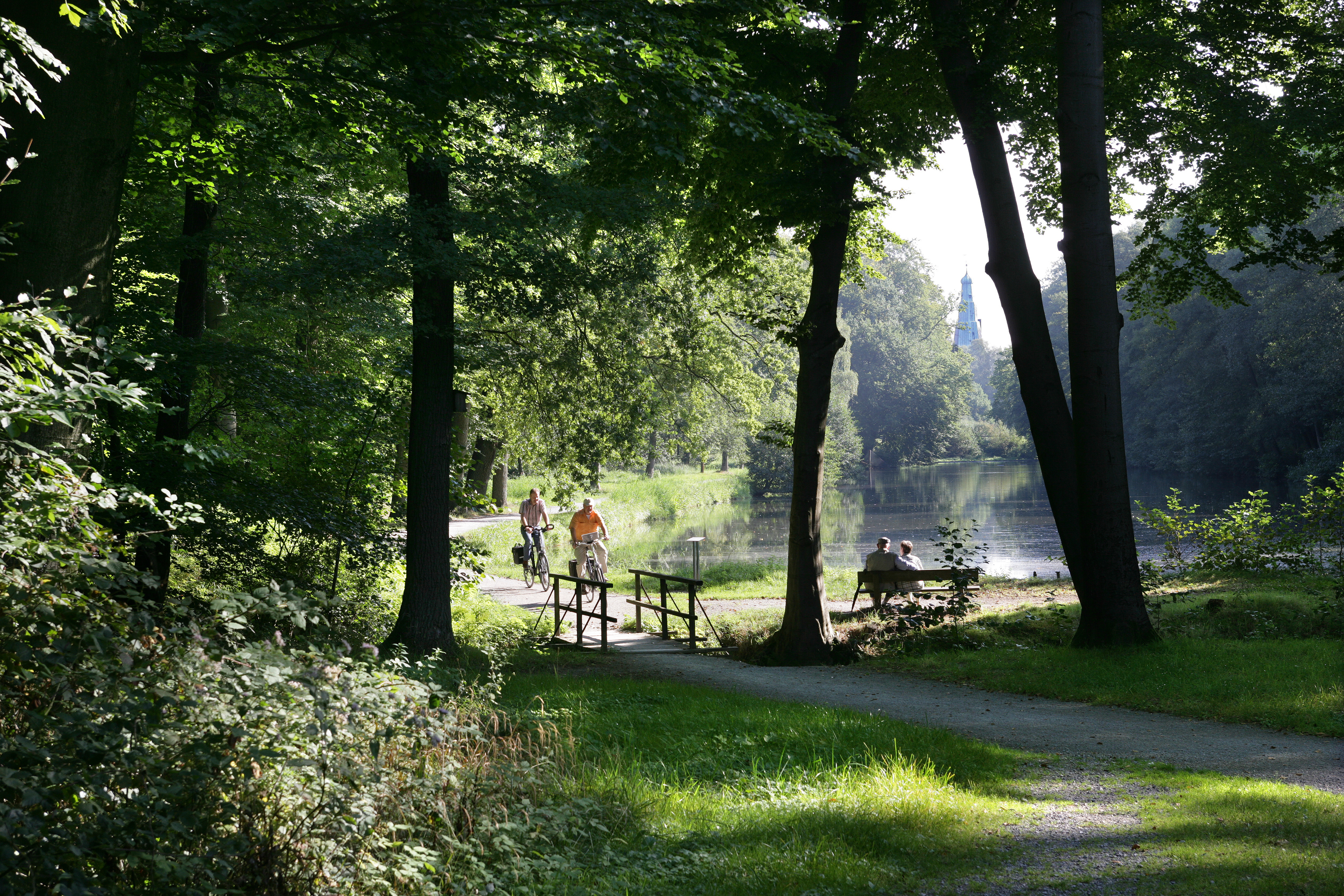
Renaissance-Tiergarten Schloss Raesfeld

 Nach einem Rahmenkonzept des renommierten Landschaftsarchitekten Gerd Aufmkolk wurde der Tiergarten umgestaltet. Dabei ging es wie er sagt „nicht um eine Rekonstruktion im denkmalpflegerischen Sinne“, sondern darum, „die wesentlichen Intentionen aus der Gedankenwelt der Renaissance sichtbar zu machen“. So wurden eine Obstwiese mit 40 Apfel-, Birnen-, Pflaumen- und Kirschbäumen, eine Heidefläche sowie Feuchtwiesen angelegt. Einige Bereiche wurden gelichtet, Gehölzgruppen gefällt und so Freiflächen geschaffen. Sie dienen als Äsungsfläche für das wieder eingesetzte Reh-, Rot- und Damwild, das sich in dem 130 Hektar großen Gelände, umgeben von einem modernen Wildschutzzaun, frei bewegen kann.
Der Tiergarten ist weiterhin öffentlich zugänglich und dient als Naherholungsgebiet. Das Gebiet ist durch Rundwanderwege erschlossen. Ein Lehrpfad informiert über Natur und Kultur am Wegesrand, wie die artesische Quelle des Welbrockbachs, die Teichanlagen und eine Mühlenruine aus dem frühen 18. Jahrhundert.

### Informations- und Besucherzentrum

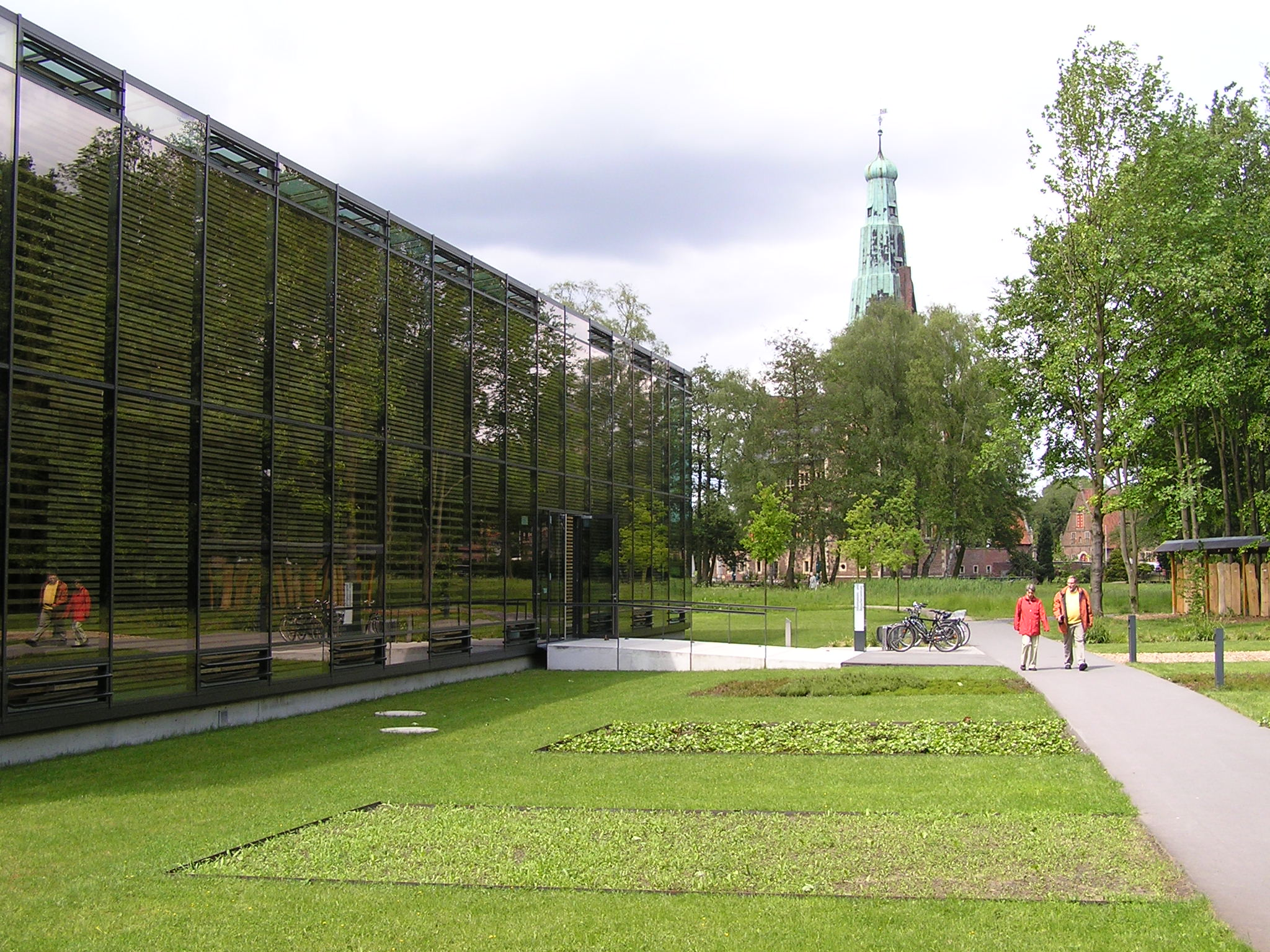
Informations- und Besucherzentrum Tiergarten Schloss Raesfeld

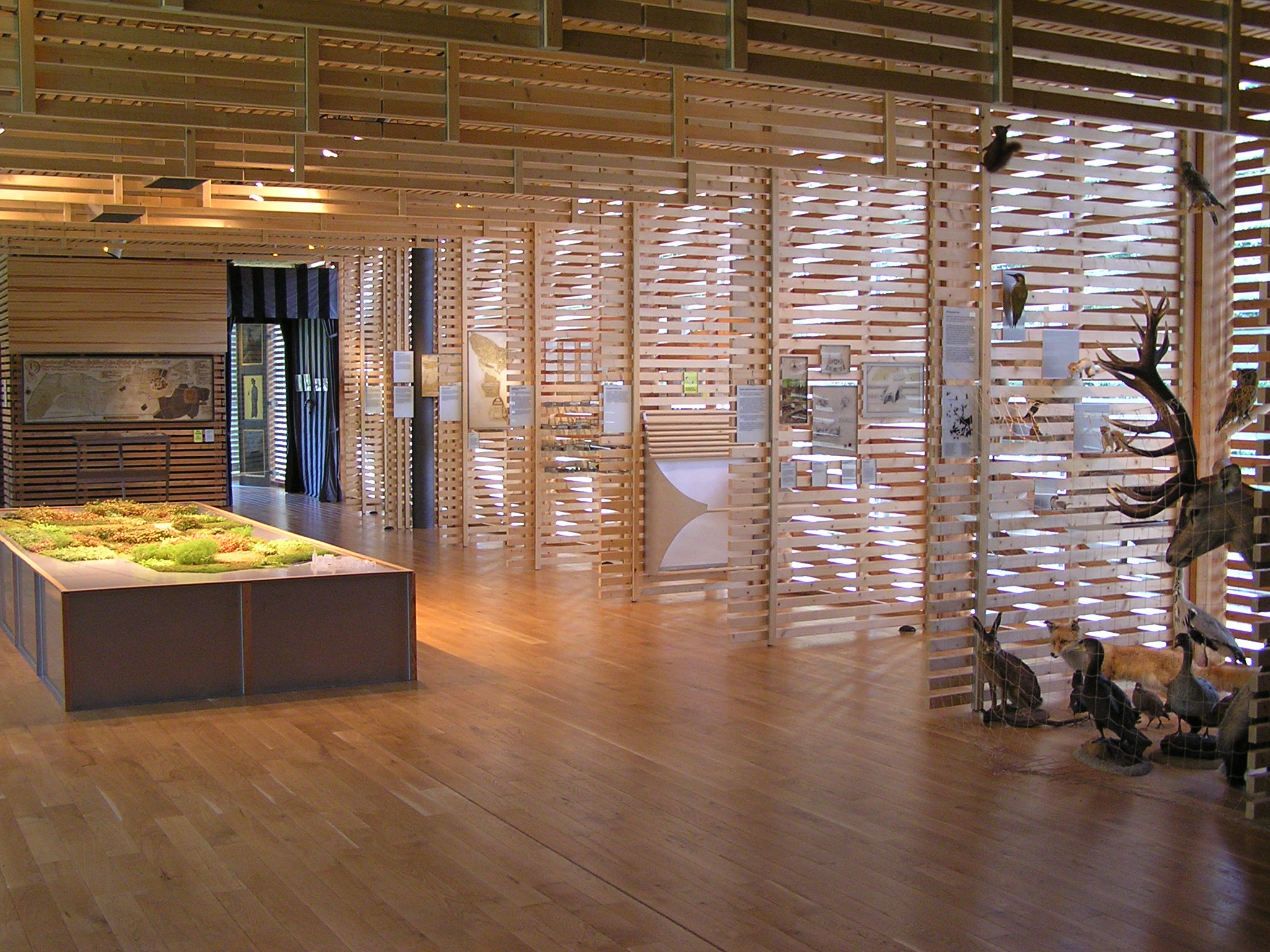
Ausstellung „Auftritt einer Kulturlandschaft – Renaissance-Tiergarten Raesfeld“

Im Frühjahr 2005 wurde das Informations- und Besucherzentrum Tiergarten Schloss Raesfeld eröffnet. Der moderne Bau, nach einem Entwurf des Architekturbüros Farwick + Grote aus Ahaus, zeichnet sich durch eine Holzkonstruktion aus, die von einer gläsernen Fassade ummantelt wird. Im Foyer des Zentrums erhalten Besucher Auskünfte über touristische Angebote in Raesfeld und der Region, insbesondere im Naturpark Hohe Mark-Westmünsterland.
Im Obergeschoss befindet sich die natur- und kulturhistorische Dauerausstellung Auftritt einer Kulturlandschaft – Renaissance-Tiergarten Raesfeld. Sie befasst sich mit der Geschichte des Schlosses und des Tiergartens und vergleicht sie mit anderen Anlagen. Dazu werden Urkunden, Modelle, Karten und Bauteile gezeigt. Unter anderem ist das Allianzwappen von Alexander II. von Velen und seiner Frau Alexandrine, das über der Tordurchfahrt der Vorburg hing und die restaurierte Oßing-Karte von 1729, die zur Entdeckung des renaissancezeitlichen Tiergartens beitrug, im Original ausgestellt. Aber auch Tierpräparate und ein Miniaturmodell des Tierparks aus lebenden Pflanzen, nach dem Vorbild japanischer Gartenkunst, dienen als anschauliche Ausstellungsobjekte. Weitere spielerische Informationselemente stellen die Geschichte des Tiergartens in einen Kontext mit dem Schutz historischer Kulturlandschaften.
In der Naturwerkstatt im Erdgeschoss werden praxisorientierte natur- und umweltpädagogische Seminare für alle Altersgruppen angeboten. Der benachbarte Raum bietet Platz für das Forum Raesfeld für nachhaltige Regionalentwicklung, das Vorträge, Tagungen und Seminare zum Beispiel zu Umwelt- und Naturschutz, Land- und Forstwirtschaft anbietet.

## Geschichte

### Die Herren von dem Berge
Zwischen 1168 und 1174 wurde Rabodo von dem Berge als Burgherr beurkundet. Er entstammte einem einflussreichen edelfreien Adelsgeschlecht aus dem Montferland im Herzogtum Geldern. Die Familie kam vermutlich durch die Heirat von Rabodos gleichnamigem Vater mit einer Tochter aus dem Hause Gemen in den Besitz der Raesfelder Burg. Bei der Burg handelte es sich vermutlich um die heute nicht mehr erhaltene Burg Kretier. Vermutlich ließ Rabodo die St. Martinus geweihte Kirche erbauen, um die herum das Dorf Raesfeld entstand.
Der nächste Burgherr war Heinrich von dem Berge, der 1245 urkundlich erwähnt wurde. Dessen Sohn Adam von dem Berge verkaufte 1259 die Raboding-Hof genannte Burg zusammen mit der Gerichtsbarkeit und dem Patronatsrecht der Dorfkirche an seinen entfernten Verwandten Symon von Gemen (um 1231 – vor 1265), der die Burg wohl schon vorher verwaltet hatte. Der Ritter aus dem Geschlecht derer von Gemen nannte sich anschließend Symon von Rasvelde. Vermutlich nach dem Kauf brannte die hölzerne Anlage ab. Sie wurde nicht wieder aufgebaut und verfiel, da Symon an der Stelle des heutigen Schlosses eine erste steinerne Burg errichten ließ.

### Die Ritter von Raesfeld
Die Nachfahren von Simon von Raesfeld blieben etwa 300 Jahre Burgherren auf Raesfeld. Zunächst übernahm sein Sohn Mathias von Raesfeld (um 1245 – um 1318) und später der Enkel Johann I. von Raesfeld (um 1282 – um 1356) die Burg. Letzterer wurde 1336 vom Fürstbischof von Münster, Ludwig II. von Hessen, in den Rat der Landesstände gerufen und schwor dort dem Fürstbischof die Treue. Infolge des Zusammenfalls der Grafschaft Hamaland gewann die Grafschaft Kleve im 14. Jahrhundert an Einfluss im westlichen Münsterland. Das Lehnswesen machte die Burg Raesfeld zum Offenhaus der Grafen von Kleve.
Bytter I. von Raesfeld (* um 1325; † zwischen 1403 und 1410), der älteste Sohn von Johann I., wurde als Krieger bekannt. In einem Bündnis mit seinem Schwager Heinrich III. von Gemen sowie Johann und Goswin von Lembeck besiegte er 1374 den Heidener Burgherrn Wennemar. Der südliche Teil von dessen Freigrafschaft kam daraufhin in den Raesfelder Besitz. 1388 kamen Bytter I., sein Sohn Johann II. und 25 Raesfelder Kriegsknechte der Reichsstadt Dortmund zur Hilfe. Die Stadt wurde von Truppen des Kölner Erzbischofs Friedrich III. von Saarwerden und Engelberts III. von der Mark belagert und heuerte Ritter zur Verteidigung ihrer Freiheit an. Während der Streifzüge nahmen die Raesfelder den belagernden Ritter von der Horst gefangen, für ein Lösegeld ließen sie ihn jedoch wieder frei. Im August 1389 plünderten sie im kurkölnischen Vest Recklinghausen. Zum Ende des Jahres 1389 war die Belagerung beendet und Bytter I. von Raesfeld ließ sich auszahlen.
Mit dem Kriegslohn und der Beute der Plünderungen ließ er die Burg Raesfeld ausbauen. Die Neuanlage wurde teilweise auf den Fundamenten der alten Steinburg errichtet. Der zu Raesfeld gehörende Besitz umfasste zu Anfang des 15. Jahrhunderts neben der Burg Raesfeld die Häuser Empte bei Dülmen-Kirchspiel, Ostendorf bei Haltern-Lippramsdorf und Haus Hameren bei Billerbeck.
Johann II. von Raesfeld (um 1375 – nach 1443) wurde nach dem Tod seines Vaters der neue Burgherr. Er wurde als Raubritter bekannt und der Fürstbischof von Münster, Otto IV., titulierte ihn ganz offen als Straßenräuber. Ein weiterer Zeitgenosse schrieb 1408 „Es war einer, der geheißen Johann von Raesfeld, der schinderte die Straße und nahm viel Gut den Kaufleuten, ihr Gewand und Geld und ihre Taschen, und förderte es auf sein Haus.“ Bei Kaiser Sigismund hingegen stand Johann II. in hohem Ansehen. Für seine Treue als Vasall im Krieg, vermutlich im Hussitenkrieg 1420/21, erhielt er von ihm das Münzrecht. Wegen fehlender Münzmeister, Werkstätten und Edelmetalle machte Johann II. aber wohl keinen Gebrauch von dem Recht, Münzen zu prägen. 1427 schloss Johann II. ein Abkommen mit dem zum Herzog ernannten Adolf IV. von Kleve: Johann II. durfte die Vogteieinnahmen aus dem Kirchspiel Raesfeld für zwölf Jahre behalten und gab dafür das Versprechen, bei der Fehde mit dem Kölner Erzbischof dem Klever Herzog behilflich zu sein. Aus Kleve erhielt Johann II. außerdem die Anweisung und vermutlich auch weitere Gelder zum festungsmäßigen Ausbau der Burg Raesfeld. Die Arbeiten waren 1440 abgeschlossen.
Nach 1446 war Bytter II. von Raesfeld (um 1410–1489/90) der Burgherr auf Raesfeld. 1490 folgte sein Sohn Johann III. von Raesfeld (um 1450–1500). Er heiratete 1487 Frederike von Reede († 1536) die nach seinem Tod die Herrschaft über die Burg übernahm. Johann III. hatte noch auf dem Sterbebett verfügt, dass sein ältester Sohn Bytter Burgherr werden sollte, doch Bytter überließ seinem Bruder Johann die Burg Raesfeld.

### Erbstreit
Ab 1523 war Johann IV. von Raesfeld (1492–1551) alleiniger Burgherr, denn seine Mutter Frederike zog auf ein eigenes Haus. Im Sommer 1532 wurde Johann IV. zum Oberbefehlshaber des Reiterheers der kaiserlichen Armee gewählt und zog gen Wien um die Reichsstadt im Türkenkrieg zu verteidigen. 1535 unterstützte er den Fürstbischof von Münster Franz von Waldeck als kommandierender Feldhauptmann bei der Belagerung und Einnahme der Stadt Münster und der Zerschlagung des Täuferreichs von Münster. Als Belohnung erhielt Johann IV. das Recht, eine Mühle in seinem Kirchspiel zu errichten, das Drostenamt in Ahaus als Lehen und 13.000 Goldgulden. Seine dritte Ehefrau Irmgard von Boyneburg schenkte im November 1550 einem Jungen das Leben und damit Johann IV. einen Erben. Im Sommer 1551 starb Johann IV. „eines hastigen Todes“, als er von einer herunterfallenden schweren Eisenstange getroffen wurde.
Seine Witwe heiratete 1558 Goswin von Raesfeld (1494–1579/80), einen entfernten Verwandten ihres verstorbenen Mannes. Irmgard zog mit dem jungen Johann zu Goswin auf die Burg Twickel bei Delden; dort, in der Twente, war Goswin Droste. Johann besuchte die Lateinschule in Deventer, doch er starb bereits 1559. Aus Sorge, die Burg Raesfeld und zugehörige Besitztümer und Rechte ohne den Erbsohn an die Verwandten Herren von Velen und Heiden zu verlieren, besetzte der Stiefvater Goswin kurzerhand die Burg und nahm das Erbe für sich ein. Im Namen der eigentlich nun erbberechtigten Herren von Velen und Heiden strengte der Fürstbischof von Münster Bernhard von Raesfeld einen Prozess vor dem Reichskammergericht in Speyer gegen seinen Verwandten Goswin an. 1585 sprach das höchste deutsche Gericht den Herren von Velen per Gerichtsbeschluss die Burg Raesfeld zu und beendete den Erbstreit. Irmgard, die seit dem Tod ihres zweiten Mannes Goswin 1579/80 erneut allein auf Raesfeld regiert hatte, musste nun die Burg mit ihren Kindern verlassen.

### Die Herren von Velen

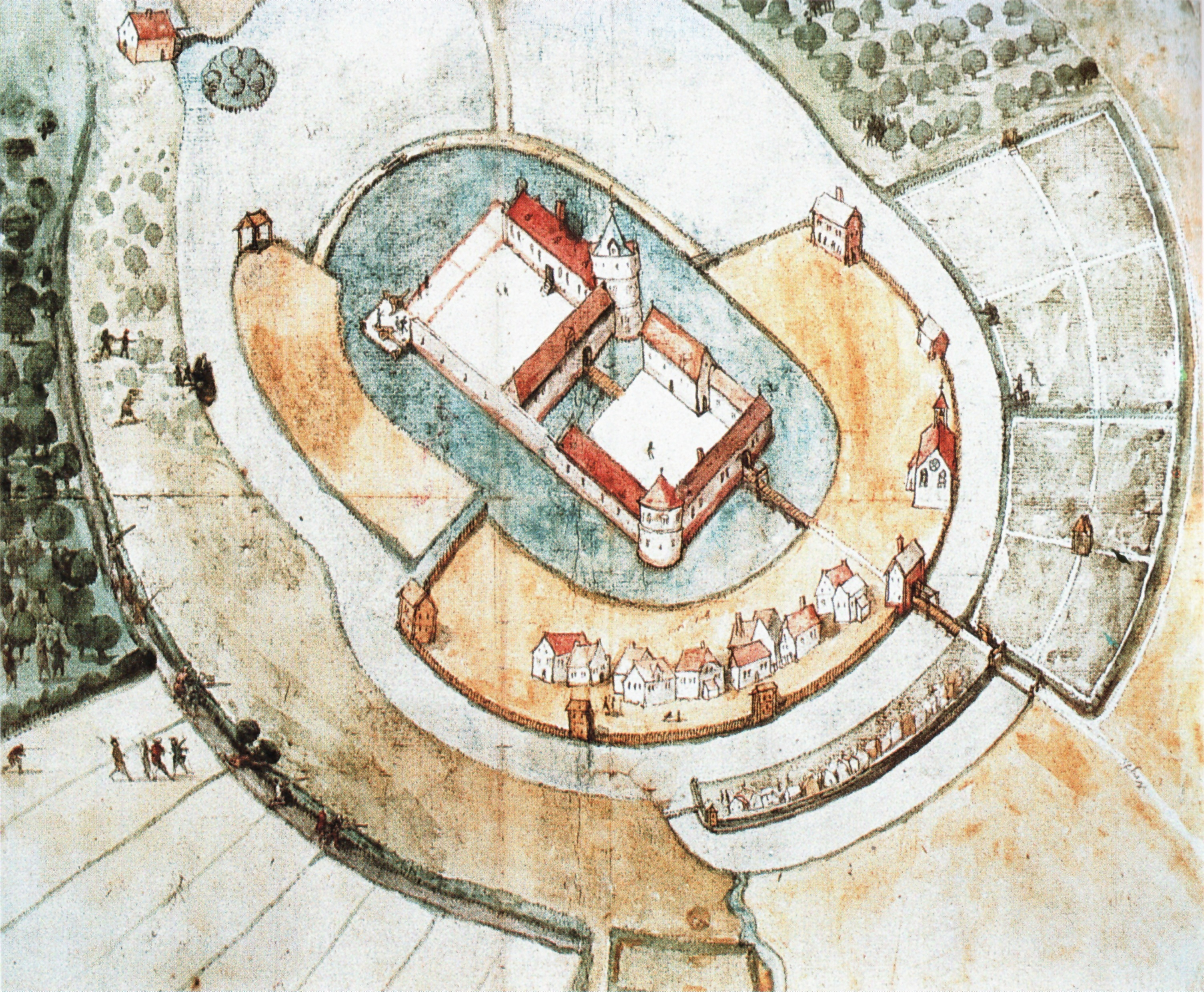
Südost-Ansicht von Burg Raesfeld vor dem Brand. Hermann tom Ring (zugeschrieben) um 1590.

Hermann VIII. von Velen zu Velen († 1521) hatte Margarethe von Raesfeld zu Raesfeld, eine Schwester Johanns IV. von Raesfeld, geheiratet. Hermanns und Margarethes Sohn, Hermann IX. von Velen zu Velen (1516–1584), war Statthalter und Droste im Emsland, zu Rheine und Bevergern und diente dem Fürstbischof als Hofmarschall. Seine Söhne wurden nach dem Beschluss des Reichskammergerichts 1585 Erben der Burg Raesfeld. Zur Sicherung des Stiftes Münster vor dem Achtzigjährigen Krieg sollte Raesfeld 1589 als Grenzburg erweitert werden, doch spanische Truppen besetzten die Burg 1590 und verhinderten den Ausbau.
1595 erhielt Alexander I. von Velen (1556–1630) bei der Teilung des Vermögens seines 1584 verstorbenen Vaters Hermann IX. den Raesfelder Besitz. Alexander I. hatte zuvor im Dienste des Königreichs Ungarn und der Krone Böhmens, wenn auch ohne großen Erfolg, gegen die Türken gekämpft. Während Alexander I. 1597 als diplomatischer Vertreter des Fürstbischofs von Münster am Wiener Kaiserhof weilte, brannte der Dachstuhl der Raesfelder Burg ab. Alexander I. ließ aus diesem Anlass das zweigeschossige Herrenhaus von 1604 bis 1606 zu Wohnzwecken neu aufbauen. Die Mittel dazu hatte er mit der ihm gehörenden Saline Gottesgabe bei Rheine erwirtschaftet, außerdem bekam er vom Landtag des Stiftes Münster und von den Räten des Landes ein Darlehen über 5000 Reichstaler. 1612 erhielt Alexander I. am Rande der Feierlichkeiten zur Krönung des Kaisers Matthias den Titel Römischer Kaiserlicher Majestät bestallter Obrist und wurde zum Ritter geschlagen. 1613 musste ein Notbau errichtet werden, weil ein heftiger Sturm eine Wand des großen Saales zerstört hatte. Mit diplomatischem Geschick konnte der Burgherr weitere Zerstörungen durch die spanischen Söldner, die unter dem Kommando von Don Loys de Velasco 1615/16 die Burg besetzten, verhindern. 1619 erhielt Alexander I. das Generalkommando über das gesamte münsterische Kriegsvolk. Der Dreißigjährige Krieg erreichte Raesfeld, als die hessischen Truppen unter dem Grafen von Mansfeld im Spätherbst 1622 die Burg besetzten und brandschatzten. 1628 wurde Alexander I. durch Kaiser Ferdinand II. in den Stand eines Reichsfreiherren erhoben. Zwei Jahre später, am 8. August 1630, starb Alexander I. von Velen.

### Ausbau zum Residenzschloss

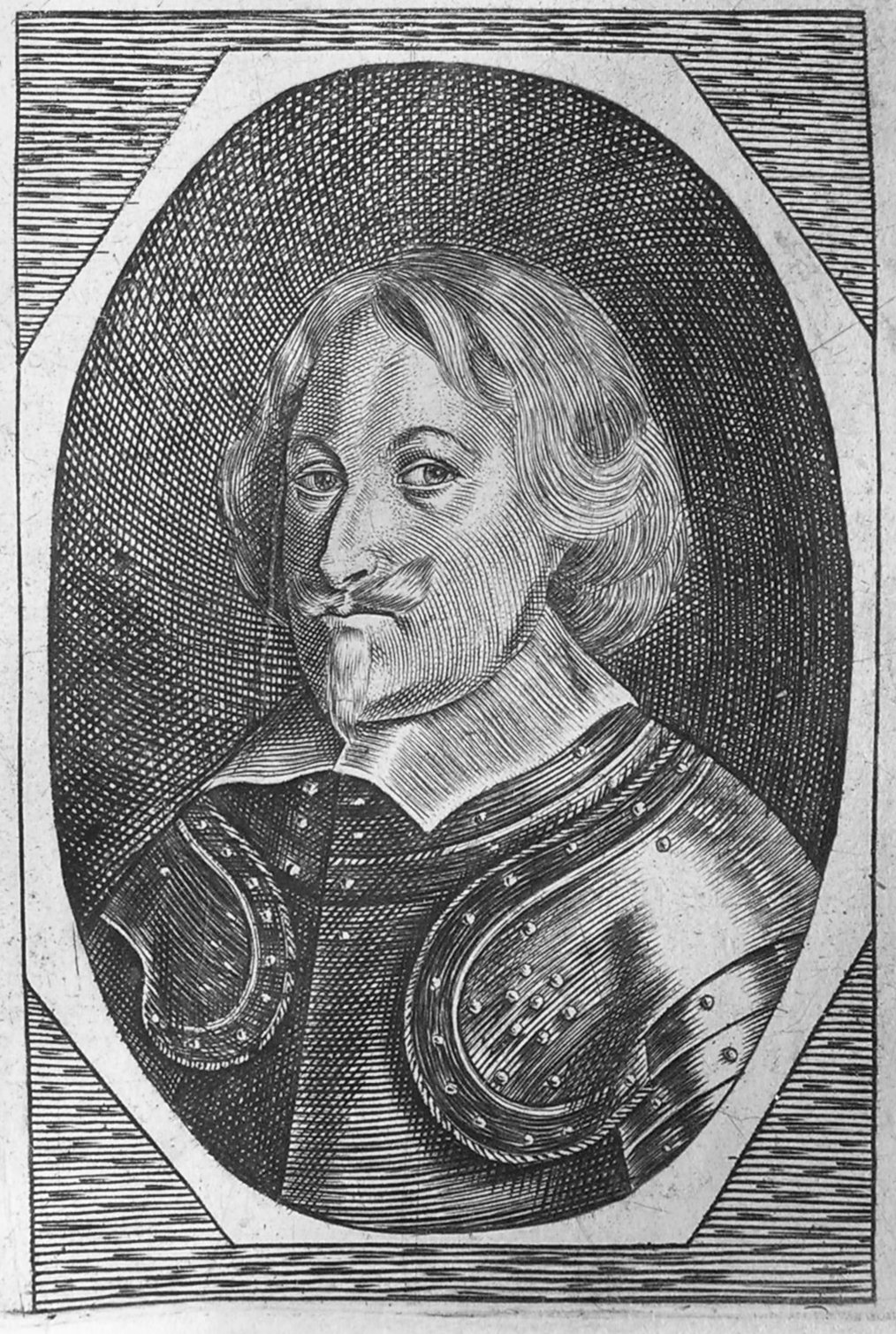
Alexander II. von Velen in Brachelius’ Historia nostri temporis (1652)

Sein Sohn Alexander II. von Velen (1599–1675), später auch der westfälische Wallenstein genannt, übernahm die Burg, die er bereits längere Zeit eigenständig verwaltet hatte. Er war bei Ausbruch des Dreißigjährigen Krieges in den Heeresdienst getreten und hatte es im vereinigten Heer der Grafen von Anholt und von Tilly auf der kaiserlichen Seite zu hohem Ansehen gebracht. Ab 1632 kämpfte Alexander II. im Auftrag des Kurfürsten und Bischofs Ferdinand gegen die hessischen Besatzer Westfalens. 1634 wurde Alexander II. zum Generalwachtmeister der Katholischen Liga befördert und erhielt das Kommando über die gesamten Streitkräfte des Fürstbistums. Als Dank für seine militärischen Erfolge erhielt er für die Burg Raesfeld besondere Neutralität zugesichert. Im Sommer 1641 gelang es ihm zusammen mit dem Grafen von Hatzfeld die von hessischen Truppen besetzte Stadt Dorsten nahe Raesfeld einzunehmen. Am 11. Oktober 1641 wurde Alexander II. die erbliche Reichsgrafenwürde von Kaiser Ferdinand III. verliehen. Von ihm erhielt er 1644 mit dem „privilegium exemptionis fori“ eine eigene Gerichtsbarkeit für seine Reichsgrafschaft. Nach eigenem Wunsch schied Alexander II. 1646 aus dem Heeresdienst aus.

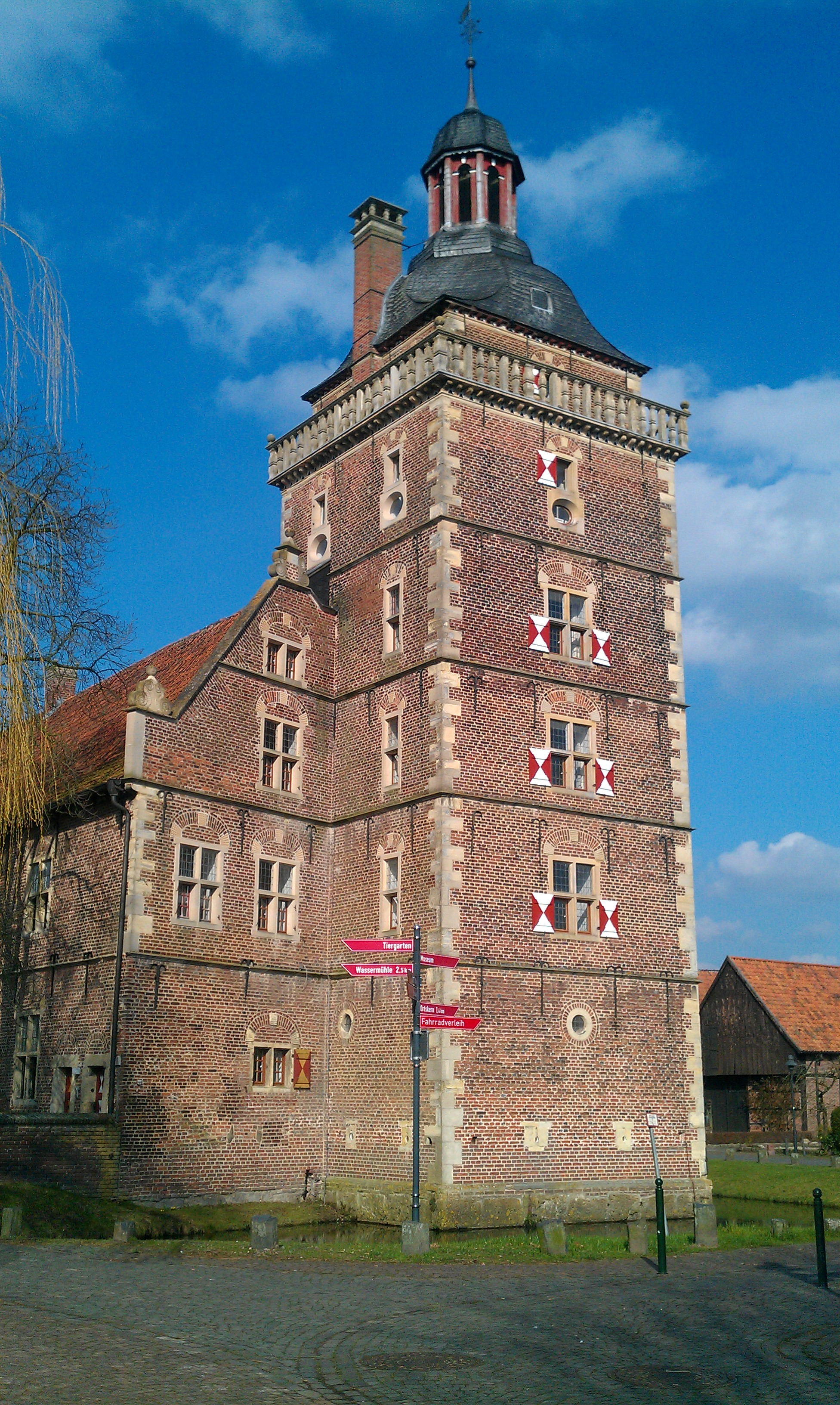
Der Sterndeuterturm der Vorburg

Von dem im Kriegsdienst angehäuften Reichtum erzählte man sich im Lande Märchen. Der Fürstbischof Ferdinand sagte über Alexander II.: „Der graeffe von Vele hat in Westfalen einen gueten Krieg gehabt. Er hat wohl ein pahr Millionen genossen.“ Davon ließ er die beschädigte Burg Raesfeld in den Jahren von 1646 bis 1658 zu einem repräsentativen Residenzschloss als Mittelpunkt für sein angestrebtes Reichsfürstentum ausbauen. Zu den Ausbauten zählten drei zusätzliche Flügel am Haupthaus mit einem Turm, eine Vorburg mitsamt dem sogenannten Sterndeuterturm, eine Kapelle sowie üppige Parkanlagen und ein Tiergarten. Während der Bauzeit wohnte die Familie und ihr Personal vor allem auf dem Haus Hagenbeck an der Lippe.
Alexander II. war 1653 zum Feldmarschall und Kaiserlichen Kriegsrat ernannt worden, pflegte seine Beziehungen zum Kaiserhof und vertrat den Kaiser auf Feierlichkeiten. Auf Schloss Raesfeld weilten zu dieser Zeit viele hochrangige Persönlichkeiten, so zum Beispiel der Straßburger Bischof und Kurfürst von Brandenburg Friedrich Wilhelm oder der Fürstbischof Christoph Bernhard von Galen. Zum Besitz Alexanders II. gehörten neben dem Raesfelder Schloss die Häuser Krudenburg und Hagenbeck an der Lippe, Horst an der unteren Ruhr, Megen im Herzogtum Brabant, die Burg Engelrading bei Marbeck und das Schloss Bretzenheim mit seiner reichsunmittelbaren Herrschaft, welche ihm Sitz und Stimme im Reichstag einbrachte.

### Untergang der Reichsgrafschaft

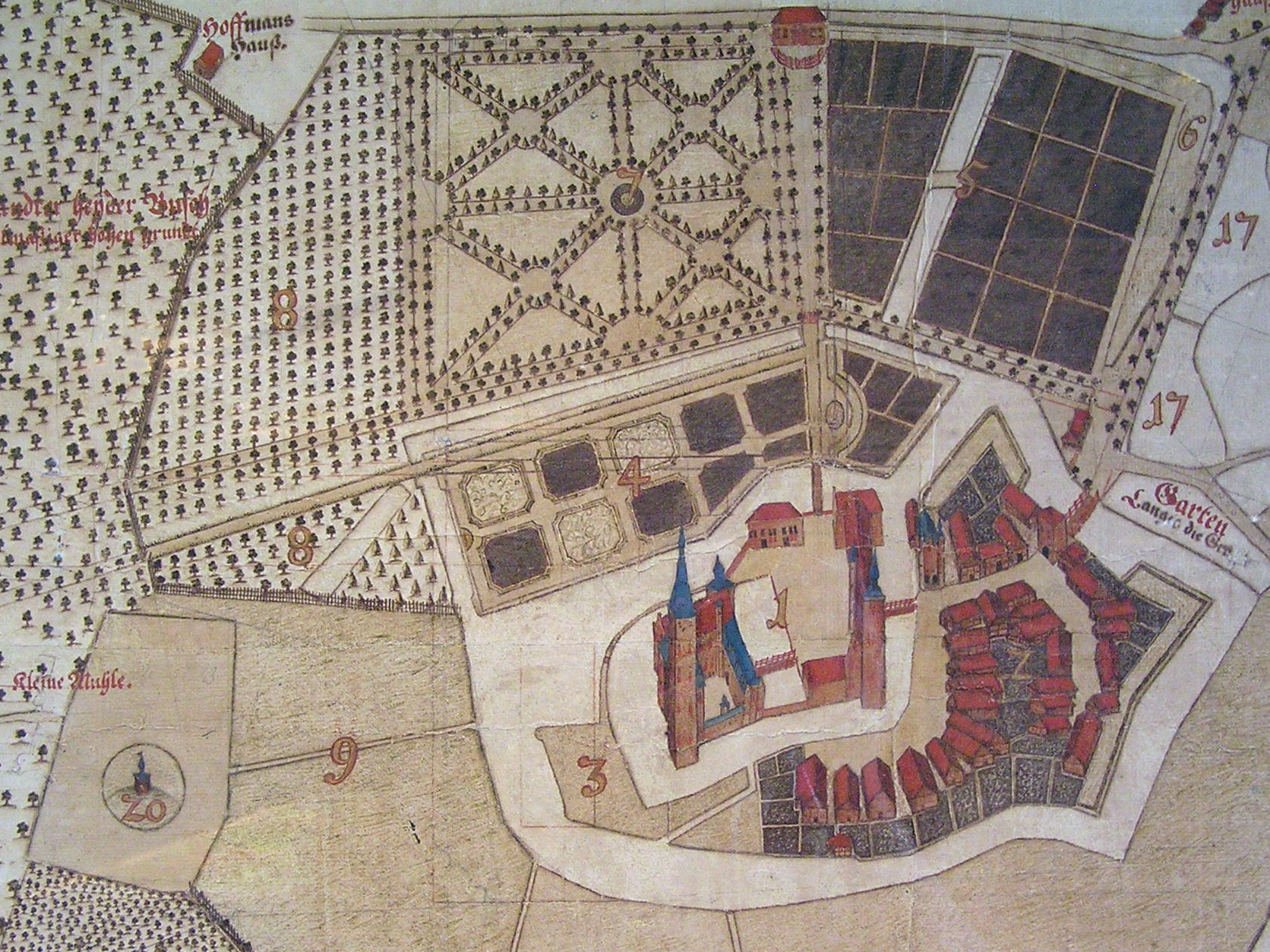
Schloss Raesfeld nach dem Ausbau von Alexander II., Ausschnitt aus der Karte von Johan Reiner Oßing, 1729

Alexander II. wollte seinen Besitz schon seinem jüngeren Sohn Paul Ernst vermachen, damit er nicht dem finanziell ungeschickten Sohn Ferdinand Gottfried in die Hände gefallen wäre, doch Paul Ernst starb 1657 bei Reims. Um seinen einzig verbliebenen Erben zur Vernunft zu bringen, übertrug Alexander II. ihm schon bald die Verwaltung des Schlosses. Doch schon 1664 verkaufte er heimlich den Hagenbecker Besitz an den Lembecker Schlossherrn Burghard von Westerholt, um eigene Schulden zu tilgen. Nach dem Tod seines Vaters 1675 war Ferdinand Gottfried von Velen (1626–1685) schließlich alleiniger Schlossherr und verkaufte als erstes die Burg Engelrading. Als kaiserlicher Kämmerer und Obrist eines Regiments hatte er kein größeres Einkommen, doch er verschleuderte mit seinem verschwenderischen Lebensstil in den zehn Jahren seiner Schlossherrschaft einen Großteil des Vermögens.

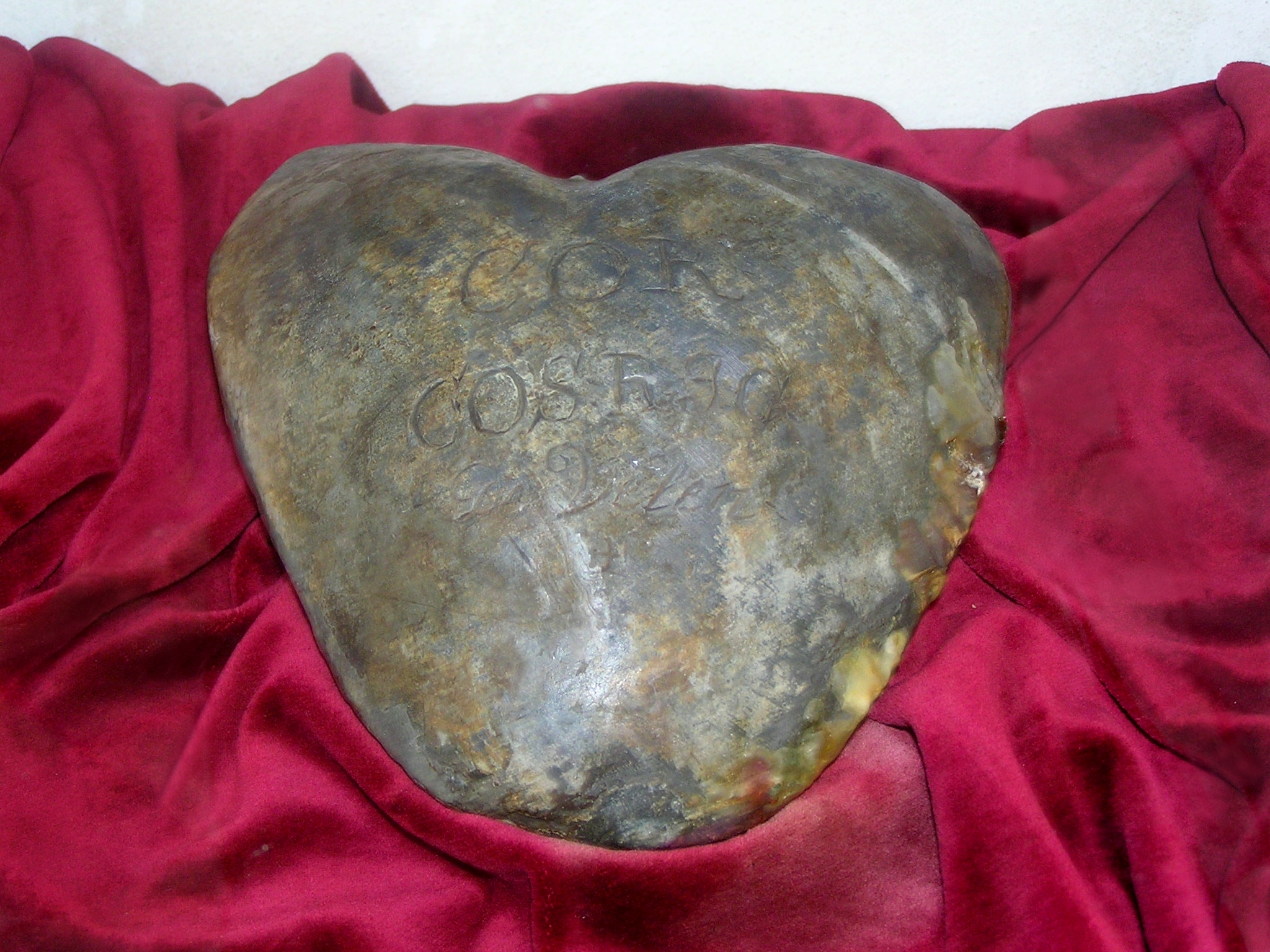
Bleiernes Herz von Christoph Otto von Velen in der Schlosskapelle

Nach dem Tod von Ferdinand Gottfried und seiner Frau Sophie Elisabeth von Limburg-Styrum 1685 wurde ihr ältester Sohn Alexander Otto von Velen (1657–1727) der neue Raesfelder Schlossherr. Er wurde kaiserlicher General der Kavallerie, doch die Forderungen der Gläubiger und die Rückstände bei den Lohnzahlungen für die Bediensteten überstiegen auch Alexander Ottos Einkünfte. Dazu kamen ein Erbstreit mit seinem jüngeren Bruder Christoph Otto und Ansprüche seiner Schwester Charlotte Amalie. 1708 wurde Alexander Otto zum General-Kommandeur der gesamten kaiserlichen Reiterei und 1726, ein Jahr vor seinem Tod, zum Feldmarschall befördert. Zwei seiner Söhne, Hyazinth Joseph und Gabriel Phillip, fielen 1717 als Soldaten vor Belgrad und so sollte Alexander III. von Velen (1683–1733) 1727 das Erbe antreten.
Alexander III. überließ das verschuldete Erbe jedoch seinem Onkel Christoph Otto von Velen (1671–1733). Dieser hatte es im kaiserlichen Militär 1708 zum Obristfeldmeister und später zum General gebracht. Christoph Otto war beruflich häufig in den österreichischen Niederlanden und so setzte er wohl seinen Neffen Alexander III. und den Wallonen Phillip Mouvé als Verwalter ein. Im Mai 1733 starb der unvermählte und kinderlose Christoph Otto in Brüssel. Dort wurde er in einer Totengruft beigesetzt, sein Herz wurde aber in einer Bleikapsel konserviert nach Raesfeld verbracht und in der Familiengruft der Schlosskapelle beigesetzt.
Alexander III. von Velen trat das Erbe somit doch noch an. Er hatte 1716 Maria Charlotte von Merode (1698–1753) geheiratet, die ein Jahr später den Jungen Alexander (Alexander IV.) Otto Carolus von Velen (1717–1733) gebar. Aber Vater und Sohn starben ebenfalls im Jahr 1733, womit das Geschlecht der von Velen auf Raesfeld im Mannesstamm erlosch. Für diesen Fall hatte Alexander III. einen Erbvertrag mit dem entfernt verwandten Gemener Schlossherrn Otto Ernst Leopold Graf von Limburg-Styrum ausgehandelt. Das Schloss Raesfeld kam so in den Besitz der Herrschaft Gemen. Maria Charlotte, die Witwe von Alexander III., wohnte bis zu ihrem Tod im Oktober 1753 noch gelegentlich im Raesfelder Schloss und kümmerte sich um höfische Angelegenheiten. Danach aber blieb die Schlossanlage nahezu unbewohnt und verfiel allmählich, da sich die Gemener wenig um die Schlossanlage kümmerten.
Im Jahr 1800 starb mit dem 15-jährigen Ferdinand August auch die Gemener Linie des Geschlechts Limburg-Styrum aus. Der Gemener Besitz mitsamt dem Raesfelder Schloss fiel an den Freiherrn von Boyneburg-Bömelsberg aus dem schwäbischen Erolzheim. Dieser kümmerte sich ebenso wenig um das leerstehende und verfallende Schloss.
Während der Befreiungskriege im Winter 1813/14 quartierten sich kosakische Soldaten, die die französischen Truppen nach der Völkerschlacht bei Leipzig verfolgten, im Raesfelder Schloss ein. Der Zustand des Schlosses lässt sich erahnen, da der Bürgermeister den Offizieren der Kosaken eine angemessenere Unterkunft besorgte.

### Landwirtschaftlicher Gutshof

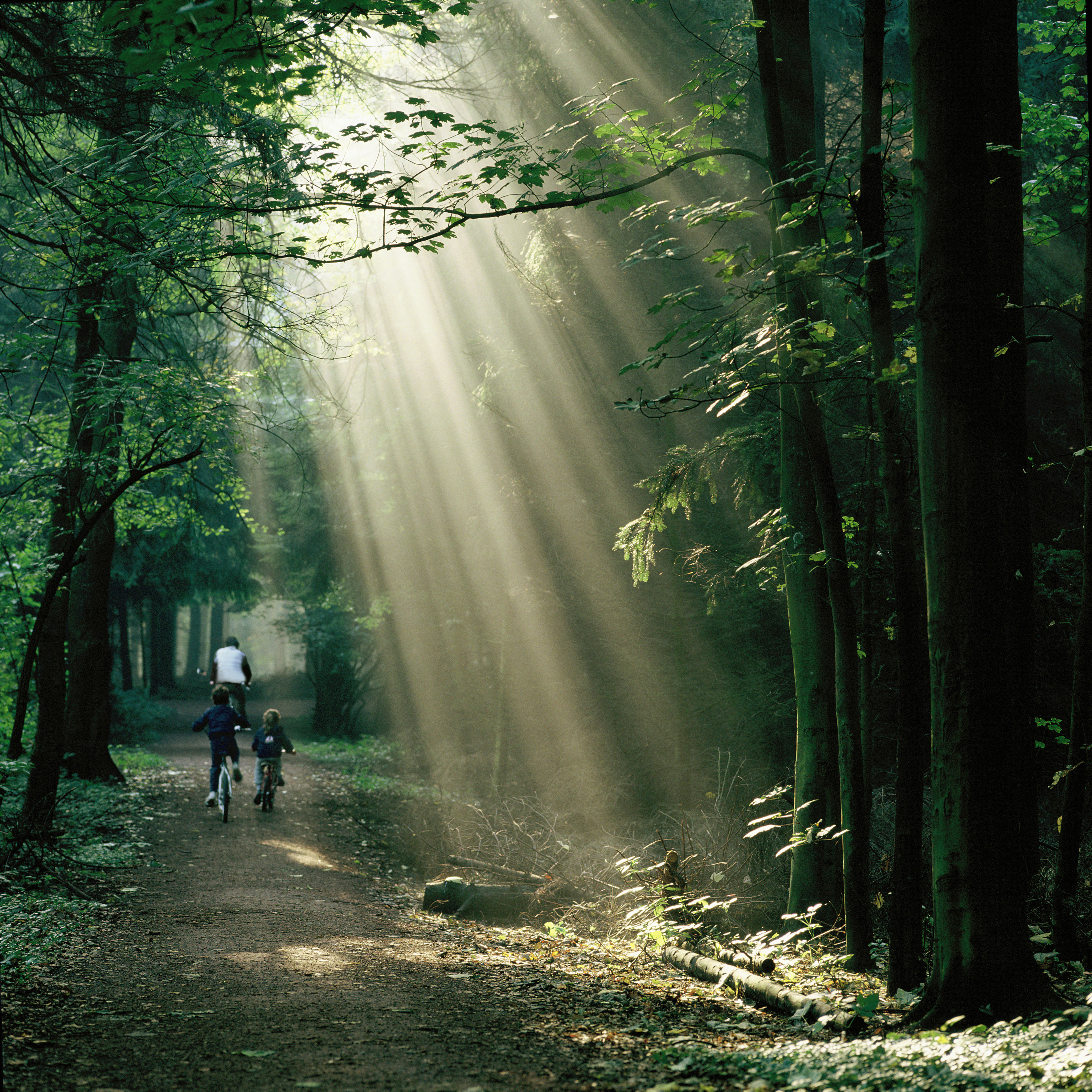
Lichtkaskade im „Renaissance-Tiergarten Wasserschloss Raesfeld“, im „Naturpark Hohe Mark“

1822 kaufte der Freiherr Ignaz von Landsberg-Velen den westfälischen Besitz des fernen Freiherrn von Bömelsberg-Boineburg. Der neue Herr nutzte die Gebäude als landwirtschaftliches Gut. Der verwilderte Park wurde in Ackerland umgewandelt und der Wall zum Verfüllen der versumpften Gräfte genutzt. Baufällige Gebäude wie die Harnischkammer und das Torhaus fielen dem Abriss zum Opfer. Auch der nördliche Rundturm der Anlage wurde mit Ausnahme von Resten des Sockels abgebrochen. Im altehrwürdigen Rittersaal lagerten nun die Kornvorräte und die Räume der Vorburg wurden zur Viehställen. Zwischen 1879 und 1895 ließ der Oberverwalter Friedrich Bonhof die Vorburg renovieren.
Nach dem Ende des Ersten Weltkriegs belegten im Dezember 1918 Teile einer bayerischen Division die Räume des Schlosses und machten Raesfeld für Wochen zur Garnison. Im März 1920 kam es während des Vormarschs der Roten Ruhrarmee im Zuge des Ruhraufstandes zu einem Gefecht mit dem Freikorps Loewenfeld, bei dem 50 Kämpfer der Roten Ruhrarmee ihr Leben verloren.
1927 pachtete der Landwirt Heinrich Albermeier das Gut Raesfeld. Mit finanzieller Unterstützung der Provinzialregierung ließ der Schlossbesitzer Max von Landsberg-Velen dringend nötige Reparaturen erledigen.

### Bundesburg des Bundes Neudeutschland
Der Bund Neudeutschland, die bündische Organisation katholischer Schüler an höheren Lehranstalten, pachtete 1929 das Schloss Raesfeld. Nach Renovierungsarbeiten und Neueinrichtung im Frühjahr 1930 fand die Einweihungsfeier der Bundesburg am Pfingsttag 1930 statt. Auf den umliegenden Wiesen wurde dazu eine Zeltstadt für 500 Besucher errichtet. Der Leiter der Burg, Studienrat J. Hasebrink, schrieb „Das Heim besitzt 80 Betten und ausreichend Räume mit Einrichtungen für große Zeltlager und Tagungen unserer katholischen Jugend.“ Regelmäßig zu Pfingsten trafen sich mehrere hundert Jungen der Jugendbewegung vor dem Schloss. Die Gleichschaltung der Jugendverbände mit der Hitler-Jugend 1936/37 führte jedoch zur Auflösung des Bundes Neudeutschland.

### Garnison, Verbandsplatz und Kriegsgefangenenlager
Der Zweite Weltkrieg verhinderte den Umbau des Schlosses für die Nutzung als Kreisschulungsburg der NSDAP. Als im Oktober 1939 Teile der Wehrmacht vom Überfall auf Polen zum Westfeldzug zogen, wurde Raesfeld Garnison für fast 1000 Soldaten. Fünf Jahre später, im Herbst 1944, zog sich die Wehrmacht von der Westfront zurück und Teile quartierten sich erneut auf dem Schloss ein.
Im März 1945 wurde das Schloss Raesfeld Hauptverbandsplatz der im Rückzug befindlichen Wehrmacht. Die Rote-Kreuz-Zeichen auf den Dächern verhinderte größere Schäden an dem Schloss durch Fliegerbomben der Alliierten. Mit der Operation Plunder bei Wesel rückte die Front auf wenige Kilometer an Raesfeld heran, bis die britische Armee das Schloss am 28. März schließlich übernahm. Der englische Militärstab richtete in der Vorburg eine Dienststelle ein, während im Haupthaus und im Turm aus den Städten des Ruhrgebiets geflohene Familien unterkamen. Der Rittersaal des Schlosses diente von April 1945 bis März 1946 als Kriegsgefangenenlager für eine Kompanie Wehrmacht-Soldaten. In den Nachkriegsjahren dienten die Schlossgebäude als Notunterkunft für Ostvertriebene und vier Klassen der Raesfelder Volksschule.

### Sonstige Nutzung

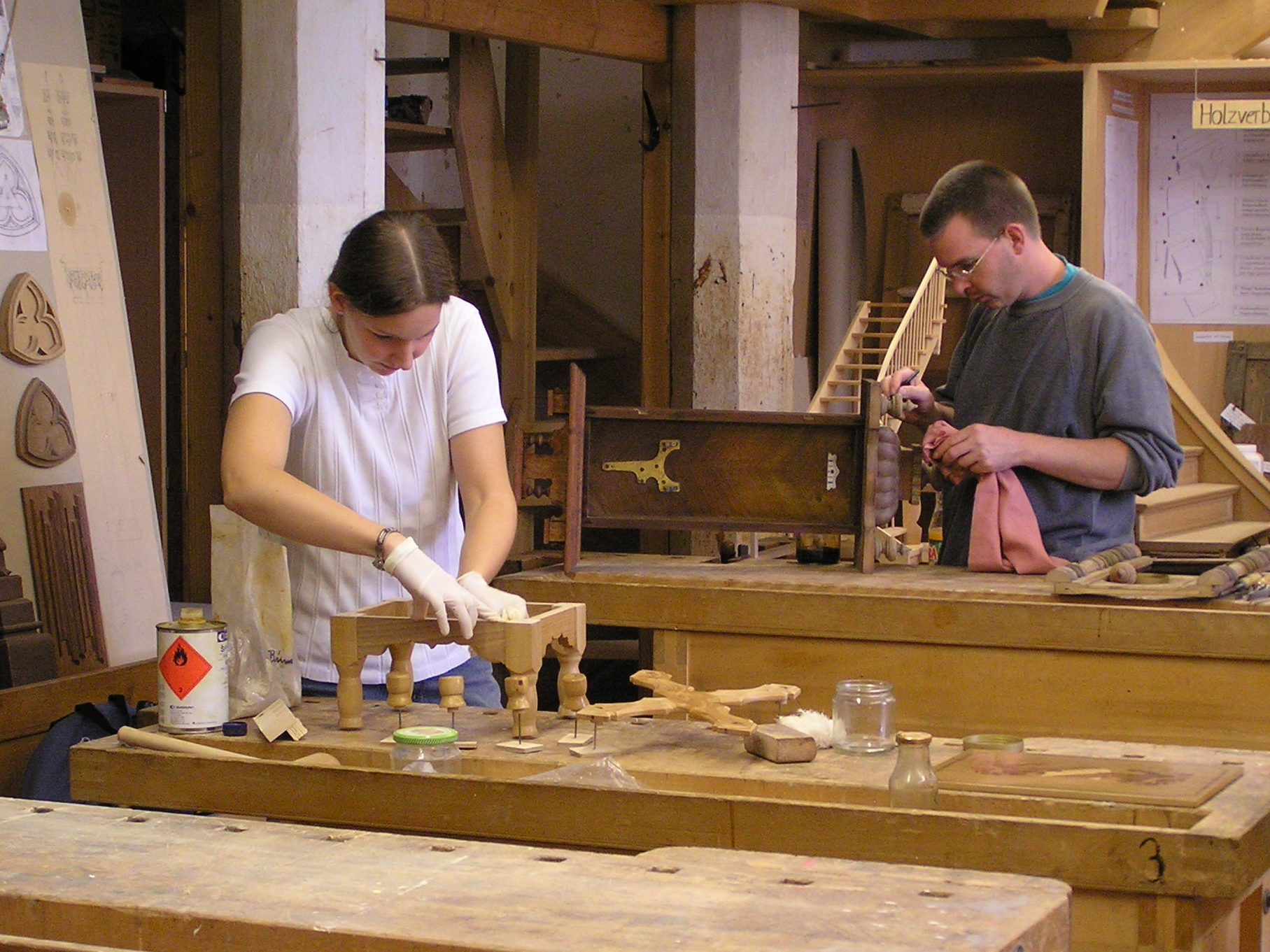
Restauratoren in der Holzwerkstatt der Akademie des Handwerks

Schon im Jahr 1942 hatte der Handwerkerverein Raesfeld e. V. das Schloss erworben. Dieser ließ die im Krieg beschädigte und verfallene Anlage vor allem 1950 bis 1951 restaurieren.
Am 1. Januar 2022 kaufte die Gemeinde Raesfeld das Schloss, ausgenommen davon waren lediglich die Remise und die Vorburg.
Die Vorburg des Schlosses ist Eigentum der sieben Handwerkskammern Nordrhein-Westfalens sowie des Westdeutschen Handwerkskammertags. Seit 1952 ist das Hauptschloss Sitz der staatlich anerkannten Weiterbildungseinrichtung Akademie des Handwerks Schloss Raesfeld. Die Vorburg wurde in den 1980er Jahren restauriert und beheimatete ab 1982 das Fortbildungszentrum für handwerkliche Denkmalpflege, das heute in der Akademie des Handwerks aufgegangen ist.
Der Rittersaal wird seit 1956 vom Kulturkreis Schloss Raesfeld e. V. regelmäßig für Konzerte und literarische Veranstaltungen genutzt, kann aber auch von Privatpersonen gemietet werden. Das Kellergeschoss des Hauptschlosses wird als Restaurant genutzt.